# Basílica y convento de San Pedro
La Basílica Menor y Convento de San Pedro, edificada por la Compañía de Jesús a partir del siglo XVI, es uno de los más importantes complejos religiosos del centro histórico de Lima. Está administrada por la orden religiosa de los Jesuitas. Es también el Santuario Nacional del Sagrado Corazón de Jesús. El templo actual es el producto de la importancia que iba adquiriendo Lima como metrópoli de Nueva Castilla y porque los jesuitas ansiaban una joya arquitectónica que fuera digna de la orden. Tomaron como modelo la planta del templo de Gesù en Roma. En el atrio se encontraba el antiguo cementerio, prueba de ello es que existe una cruz, en el lugar; luego este atrio serviría también como teatrín. En 2018, el príncipe Cristián de Hannover y la peruana Alessandra de Osma contrajeron matrimonio en la Basílica.

## Ubicación en la ciudad
La Iglesia de San Pedro está situada en el cruce de la cuarta cuadra del jirón Azángaro (calle del Gato, por don Francisco Álvarez del Gato, conspicuo conservador de los libros celularios del Cabildo) con la cuarta cuadra del jirón Ucayali. A una cuadra de la avenida Abancay, en el distrito de Lima, a tres cuadras de la Plaza de Armas.

## Descripción de la fachada y determinación de su estilo
La fachada es una obra arquitectónica de estilo neoclásico presenta tres puertas, de las cuales normalmente se abre la principal, las otras dos se suelen abrir en Semana Santa u otras circunstancias de importancia religiosa. Las puertas poseen sus portadas de piedra, de arcos de medio punto; sobre ellos tienen hornacina. En el centro el escudo de la orden; tiene zócalo alto de piedra y muros hechos de ladrillo unidos con calicanto, además pilastras en el primer cuerpo. Sobre ellos el friso con triglifos y metopas, luego una cornisa que soporta el barandal del segundo cuerpo de estilo barroco de gusto clásico una ventana principal con balaustres de madera; tiene tímpano triangular con una hornacina con la imagen de San Pedro.
Las torres, también de estilo neoclásico, presentan balcones con remate de barandal, una cornisa octagonal, chapitel con barandal que termina en una cúpula con una linterna de madera. El atrio actualmente se encuentra protegidos por columnas de cemento (muro pretil) para dar mayor seguridad a las instalaciones; frente al templo hay una plazuela que también fue comprada por los jesuitas para dar perspectiva al templo y el público pudiera ver desde allí los actos religiosos que se desarrollaban en el atrio de la iglesia.

## Descripción de su interior

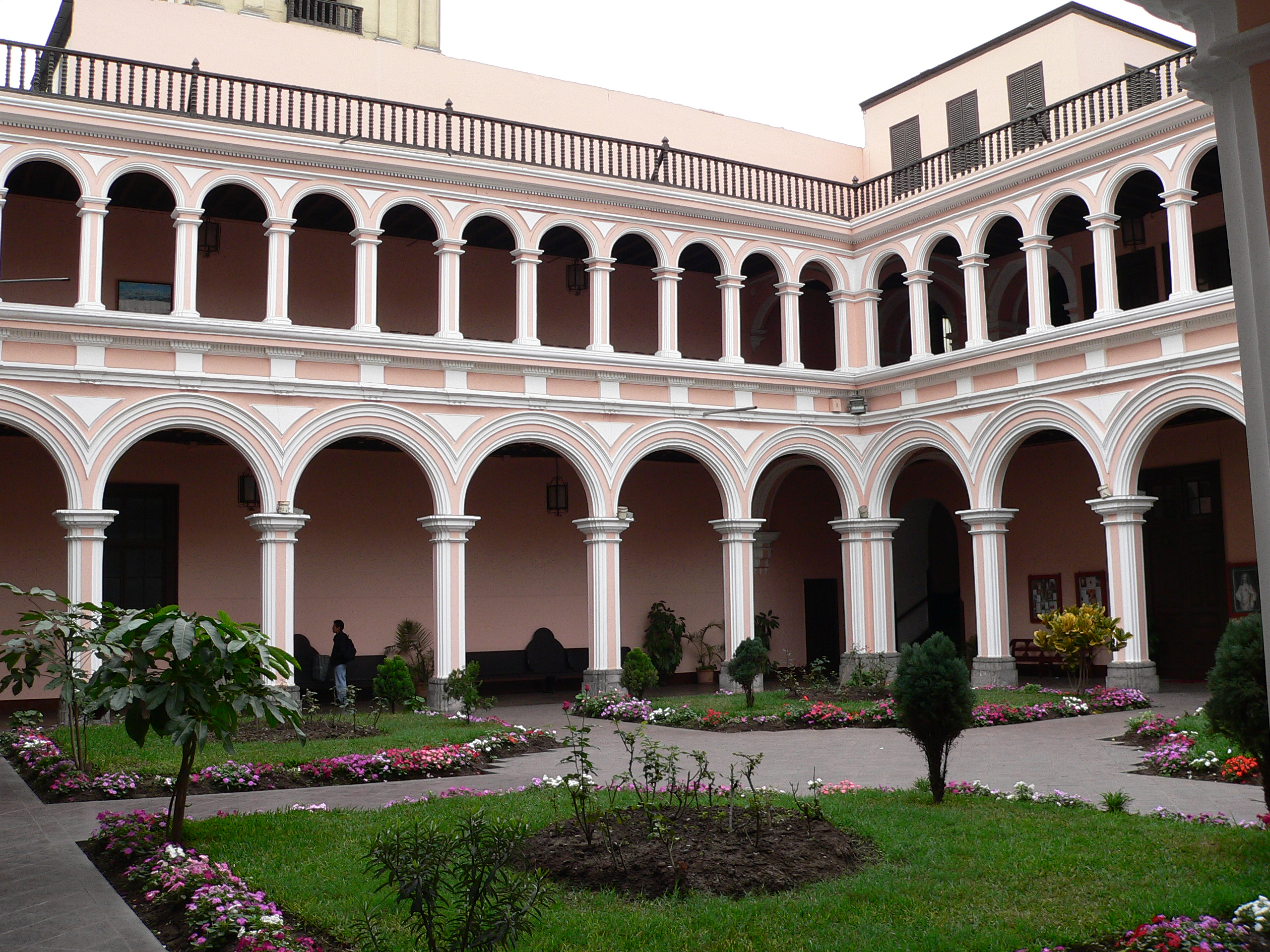
Patio interior del Convento de San Pedro

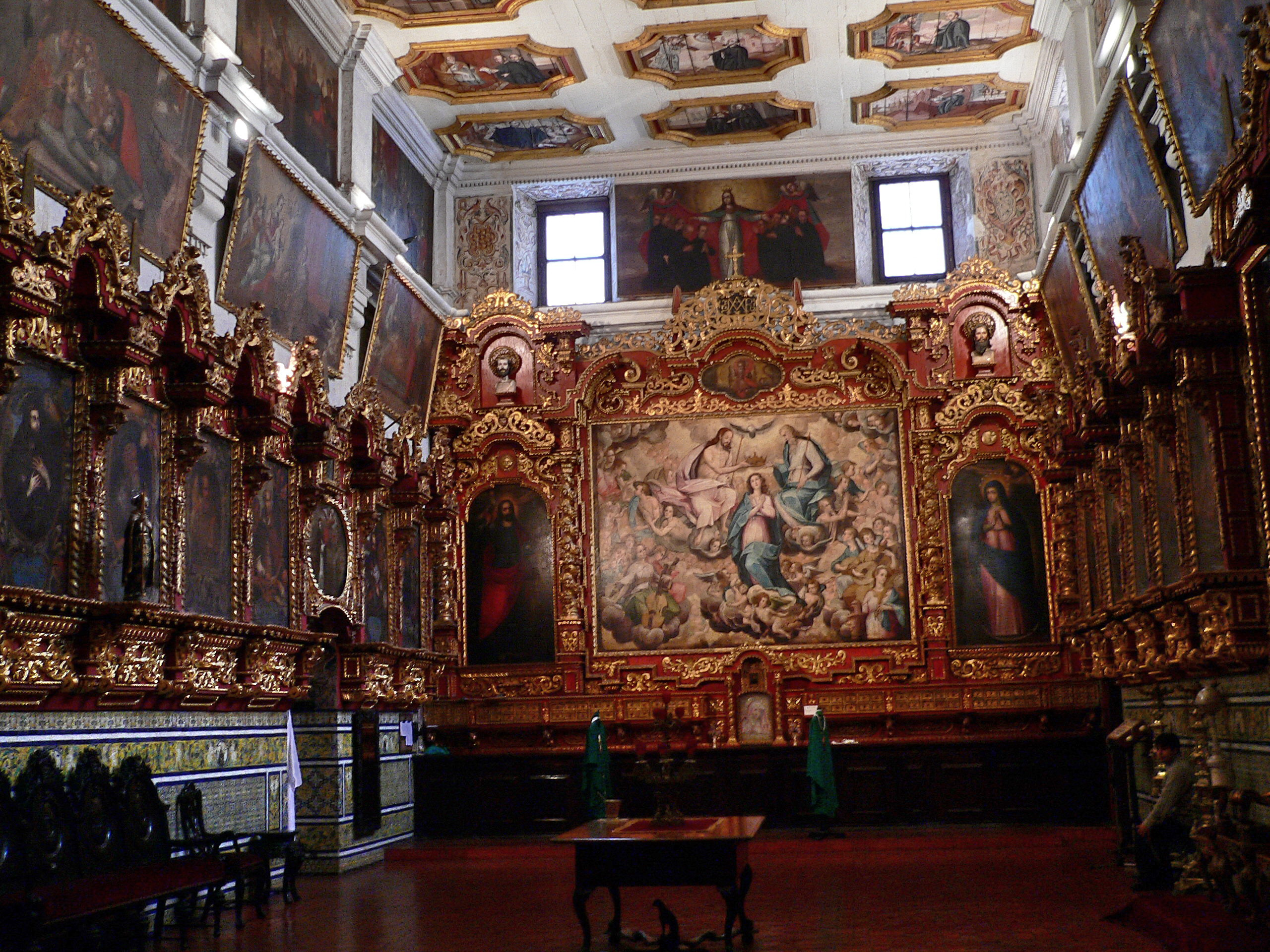
Sacristía de la Basílica de San Pedro

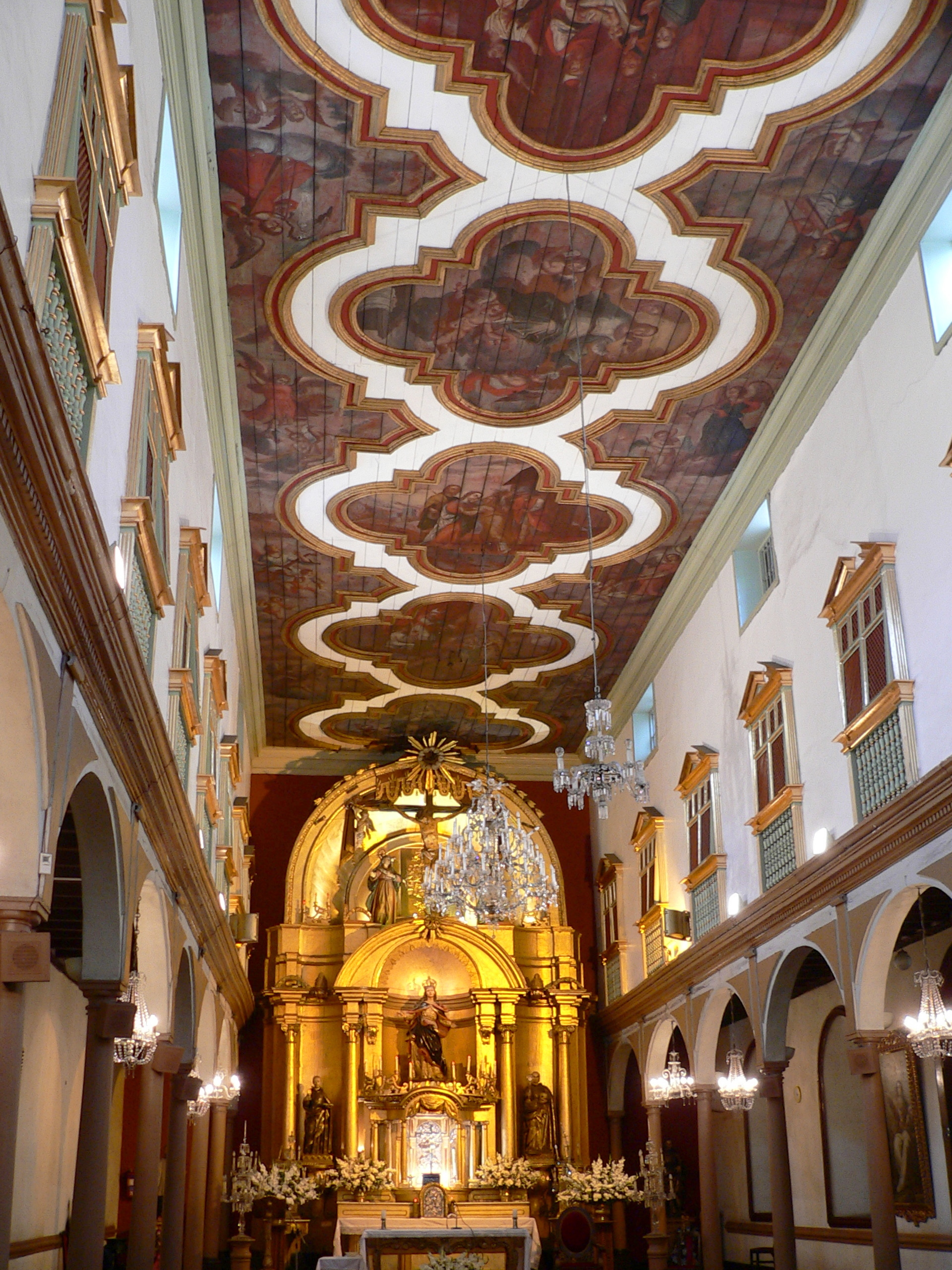
Capilla de la Virgen de la "O" en la Basílica y convento de San Pedro, Lima

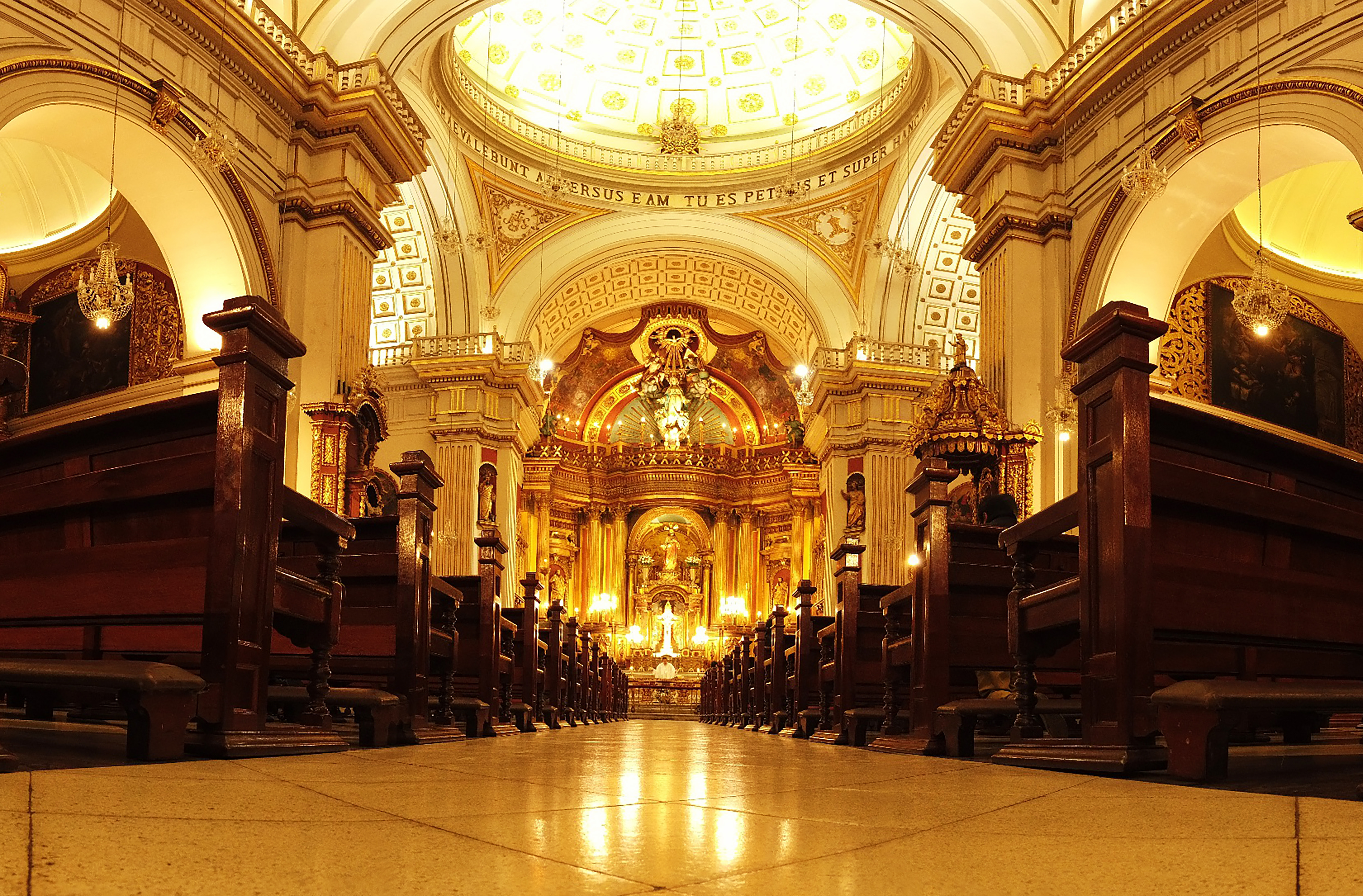
Panorámica nocturna del atrio principal de la Iglesia de San Pedro.

El interior de la Iglesia de San Pedro se fue embelleciendo en el transcurso del tiempo; uno de los que contribuyó en belleza del recinto fue el hermano jesuita Bernardo Bitti. Interiormente se luce el juego de arquerías, diez capillas de retablos calados con efigies, cuadros al óleo y azulejos.
Su construcción de tres naves es sólida y la cúpula está considerada como una de las más hermosas que se han construido en el Perú. La abundancia de luz natural hace destacar los arcos de medio punto de las naves laterales con zócalos adornados con azulejos, con profusa decoración barroca de estofado al fuego y pinturas con antiguos marcos tallados.
La cúpula, sobre el crucero de la iglesia, tiene en su base interior una inscripción en latín de lo que dijo Jesús a San Pedro: "TU ES PETRUS ET SUPER HANC PETRAM AEDIFICABO ECCLESIAM MEAM, ET PORTAE INFERI NON PRAEVALEBUNT ADVERSUS EAM." (Tú eres Pedro y sobre esta piedra edificaré mi iglesia, y las puertas del infierno no prevalecerán contra ella. Mateo 16:18)
El templo tiene un gran órgano de pipas en la parte alta (coro). Antes también tenía un órgano electrónico Allen de triple teclado cerca del altar y varios armonios.

### Reliquias
Al igual que la Iglesia San Francisco, en el suelo de la Iglesia de San Pedro hay varias aberturas enrejadas que dan a las criptas o catacumbas, galerías subterráneas que ocupan el subsuelo de toda el área del templo. En ellas se encuentra una gran colección de reliquias óseas históricas.
Según el historiador peruano Rubén Vargas Ugarte en su obra Los jesuitas y el arte, Lima, 1963, y de la información que da el opúsculo de 1907 El Tesoro de San Pedro, la Iglesia de San Pedro cuenta con las siguientes reliquias:
- Dos Lignum Crucis (restos de la Cruz del calvario).
- Un Cristo de marfil, obsequiado por el Papa San Pío V a don Juan de Austria, quien lo tuvo en sus manos en la batalla de Lepanto.
- Una espina de la Corona de Jesucristo cedida por el padre Francisco de Toledo, más tarde cardenal al procurador, Baltazar Piñas.
- Un hueso de la canilla del Apóstol San Pablo y un anillo de la cadena con la que fue atado en prisión, habían pertenecido a la Capilla Privada del Papa.
- Un hueso de la cabeza del Apóstol San Mateo y otro de San Jerónimo, enviados por el padre Hernando Solier S.J. que pertenecieron a la capilla Privada del Papa.
- Reliquias de los Apóstoles San Simón y San Matías. Además de San Juan Crisóstomo, San Ambrosio, San Ignacio de Antioquía, San Lorenzo y el Papa Calixto I, todos Mártires.
- Una carta de San Ignacio de Loyola y un poco de polvo de su cuerpo.
- Una costilla de San Francisco de Borja.
- Un relicario de plata, un hueso pequeño y una muela de San Luis Gonzaga.
- Restos de San Carlos Borromeo.
- Un artejo de San Juan de Ávila.
- Una costilla del Hermano San Alonso Rodríguez.
- Cuerpos completos de 41 Santos Mártires extraídos de las catacumbas de Santa Priscila, San Calixto y otras de Roma, éstos son: San Primo Víctor, San Segundo Víctor, San Tercio Víctor, San Germánico (mártir), San Lucio (mártir), San Vidal, Santa Cristina, San Mercurio (mártir) , San Víctor (mártir), San Benigno (mártir), Santa Septimia, San Marcelino, San Amando (mártir), San Félix, San Victoriano, San Corpiano , San Graciano (mártir), Santa Victoria (mártir), San Gaudencio (mártir), San Severino (mártir), San Crecencio, San Electo, San Justo, San Tito, Santa Exuperancia, San Hipólito (mártir), San Celio (mártir), San Urso (mártir), San Flonorato, San Calistrato, San Estacteo, San Eragrio, San Priaciano, Santa Cándida (mártir), San Herculano (mártir), San Venerando, San Jacinto (mártir), Santa Aretuza, San Teodoro, San Antonino, San Liberato.
- El cuerpo casi completo de San Aurelio (mártir).
- Algunos huesos de San Fortunato (mártir), entre otros Santos Mártires.
- Algún hueso de Santo Toribio de Mogrovejo, Santa Rosa de Lima y San Francisco Solano.

## Historia
La Iglesia de San Pedro, fue por tradición hasta hace unas décadas el templo de la aristocracia limeña. Fue construida por los jesuitas con el nombre de San Pablo, e inaugurada su tercera versión, la actual, en 1638. Cuando llegaron por primera vez al Perú los jesuitas en 1568, fueron alojados por los miembros de la orden de los dominicos, instalándose luego el mismo año 1568 en los solares en que existe actualmente el complejo religioso, iniciándose su construcción este año de 1568 sobre un terreno de 150 pies de largo por 30 de ancho, su construcción inicialmente fue simple, siendo sus servicios religiosos muy concurridos. Asistían los españoles que estaban viviendo en la ciudad y decenas de indios que se congregaban en su gran atrio de tierra. Su primer templo fue tan modesto que los vecinos tuvieron que llevar lienzos, retablos, para embellecer sus muros, sedas para los ornamentos y piezas de plata para la sacristía; de tal modo que el Santísimo se pudiera exponer con decencia. El 30 de junio de 1569 se levantó un segundo templo en el sitio que hoy comprende a la capilla denominada de Penitenciaria. Finalmente edifican la tercera mucho más amplia, la que actualmente conocemos, realizada sobre el mismo terreno. Su constructor fue el Hermano jesuita Martín de Aizpitiarte; los planos fueron traídos por el padre jesuita Nicolás Durán Mastrilli, cuando fue nombrado primer rector del Colegio Máximo de San Pablo de Lima que tenía valor universitario.
La iglesia fue consagrada en 1638 con asistencia del virrey Conde de Chinchón y 160 religiosos jesuitas; el obispo Villareal bendijo su campana mayor bautizándola con el nombre de Agustina. Esta campana es la popular "Abuelita", la más antigua del Perú y se dice que dobló en el entierro de Santa Rosa de Lima, y de San Martín de Porres. Otra campana de mucha notoriedad es la "Grande" que pesa 100 quintales, por este motivo la torre donde está fue terminada después de haberla subido. Es muy sonora y la segunda en tamaño después de la "Cantabria" de la Catedral de Lima.
Los terremotos que ha sufrido Lima hasta ahora han dañado poco la iglesia que es maciza. En San Pedro, que antes fue de nombre San Pablo, el jesuita Francisco del Castillo pronunció el Sermón de las tres horas por primera vez en el mundo, en 1655 pues así duró el comentario de las siete palabras de Cristo en la Cruz.
Los Jesuitas fueron expulsados del Perú y América en 1772 por el rey de España, retornando posteriormente en 1871, colaborando decididamente en la Guerra del Pacífico. Muestra de ellos, es que esconden al Mariscal Cáceres, disfrazándolo de sacerdote para no ser capturado por los chilenos. Lo ayudan posteriormente a escapar tras lo cual organizó la Campaña de la Breña. También está el hecho que el lugar donde actualmente está el vestíbulo funcionaba la Universidad, convirtiéndose en hospital durante la guerra con Chile.

### Restauraciones
Los retablos restaurados a partir del 2001 por la Agencia de Cooperación Española son muy bellos, destacan el de San Francisco de Borja, el de San Ignacio de Loyola, el de la Virgen de la O o Niño Jesús de Huanca. Según el historiador presbítero Antonio San Cristóbal, varios de ellos se trasladaron desde el segundo templo.

## Santuario Arquidiocesano del Sagrado Corazón de Jesús
La Iglesia de San Pedro ha sido declarada Santuario Arquidiocesano del Sagrado Corazón de Jesús. Desde 1878 se lleva a cabo la Procesión del Sagrado Corazón de Jesús, el último domingo del mes de junio. Forma parte del mes del Corazón de Jesús que es organizado por la Parroquia con la participación del Apostolado de la Oración y otro grupos parroquiales.La procesión sale por el Cercado de Lima, recorriendo las calles de la Ciudad y llegando hasta la Plaza San Martín y la Plaza Mayor de Lima donde es recibida por las altas autoridades.

## Galería de imágenes

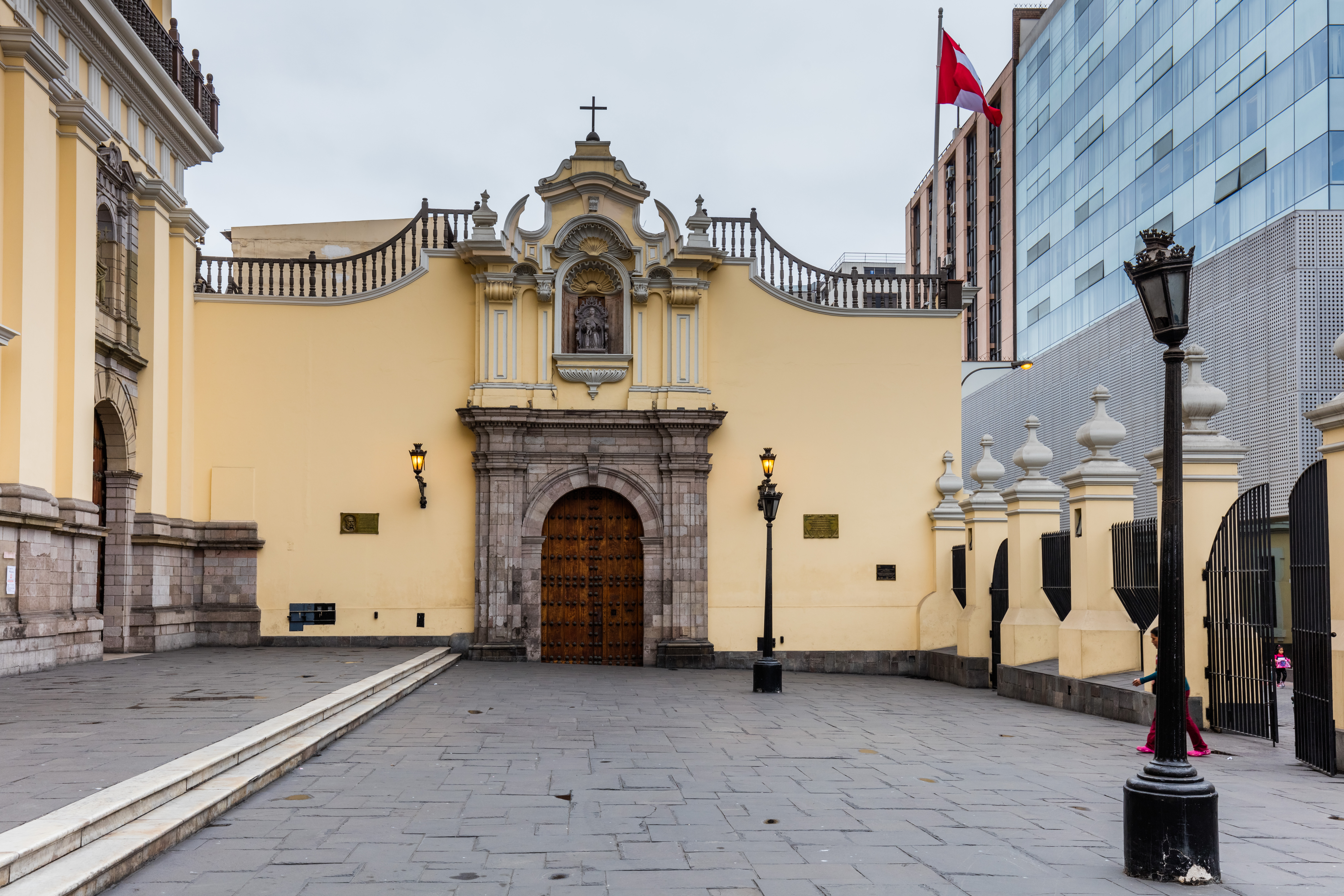
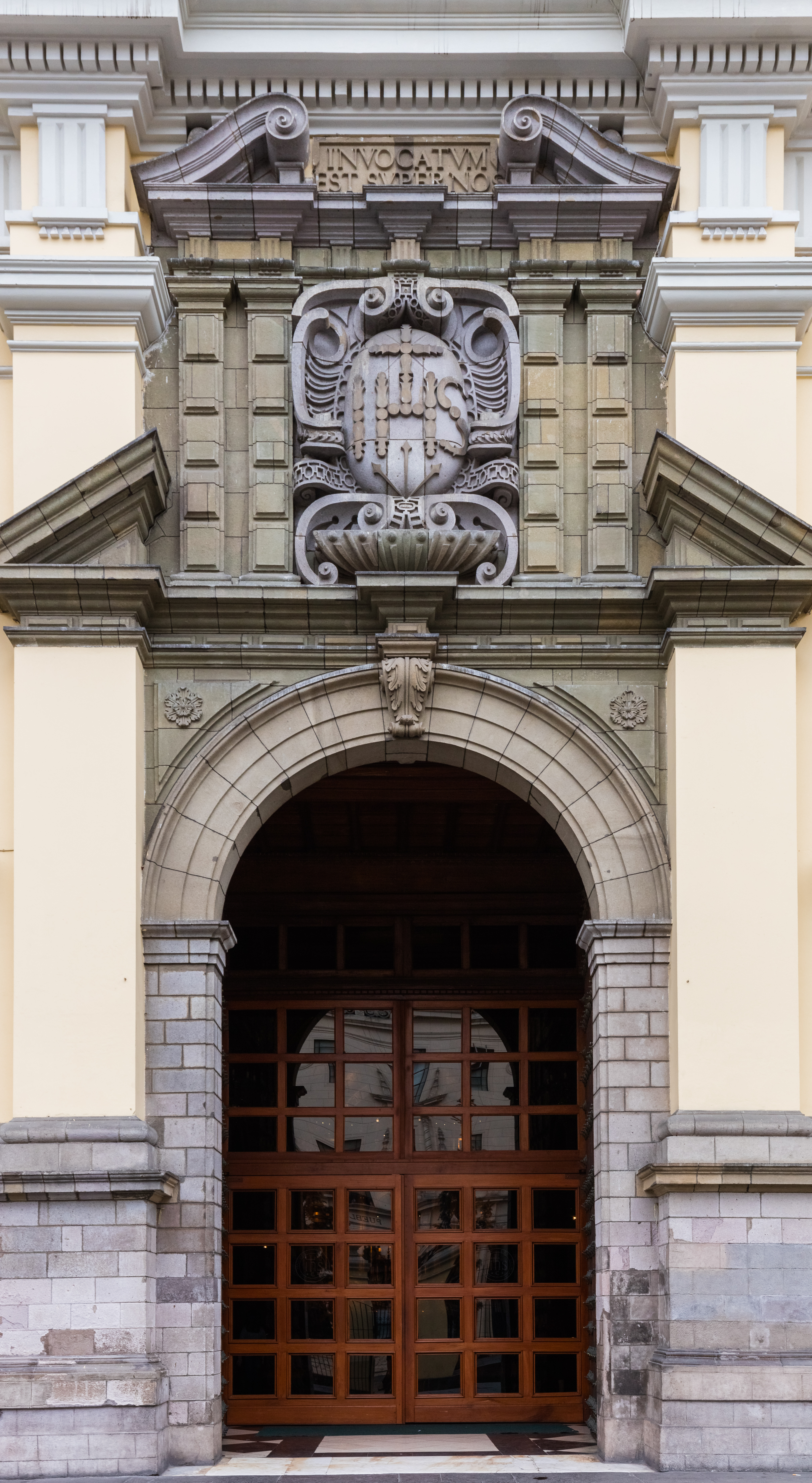
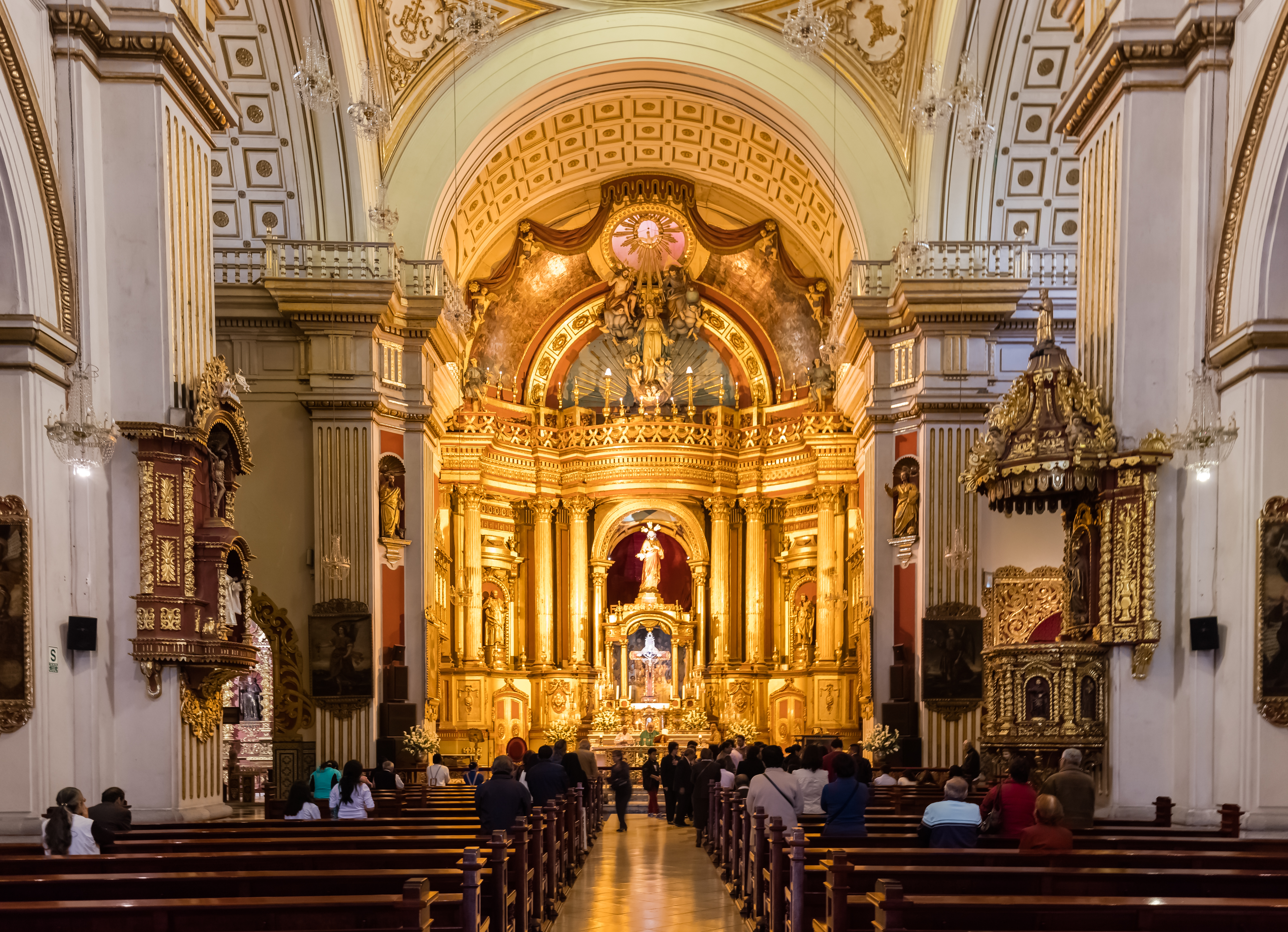
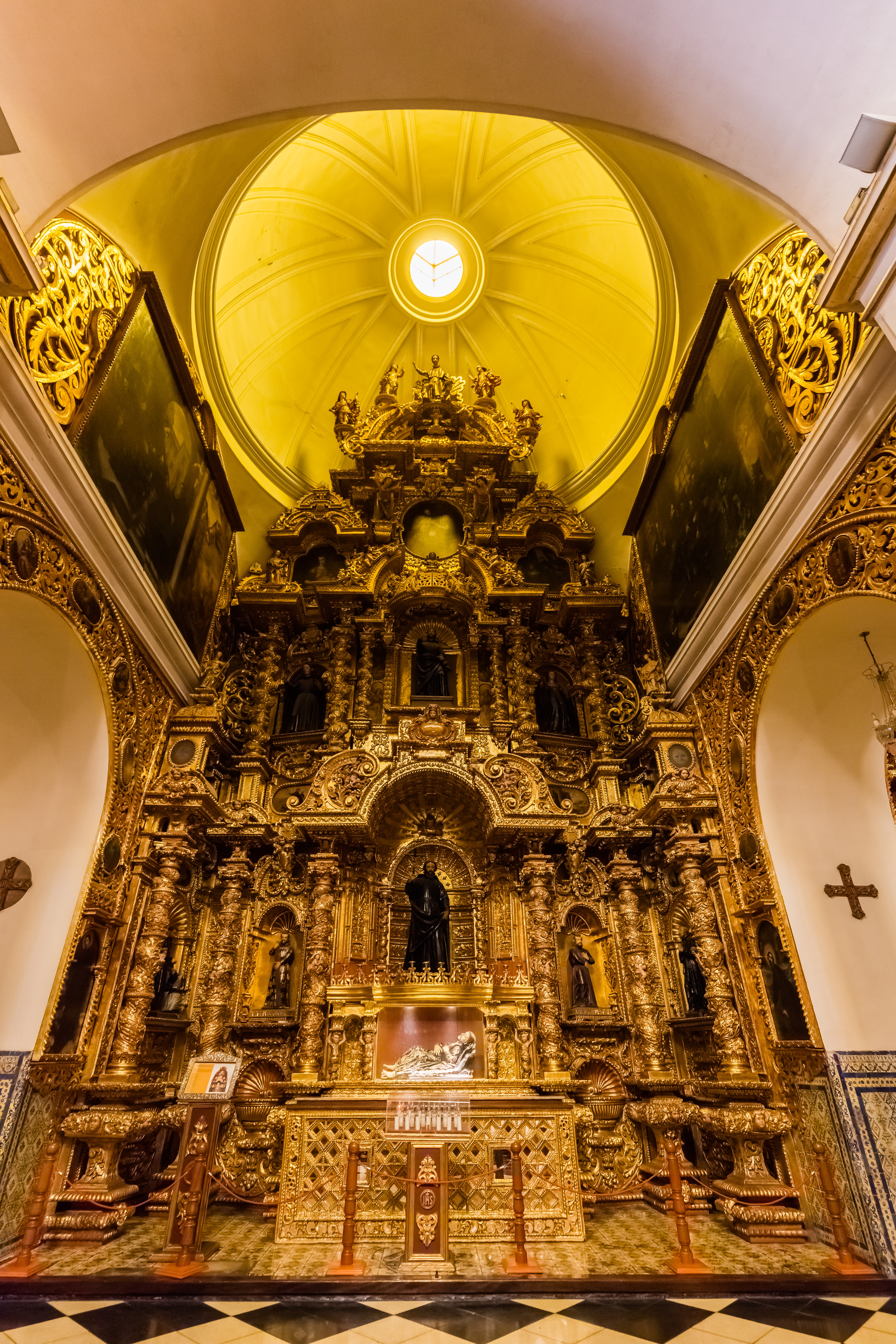
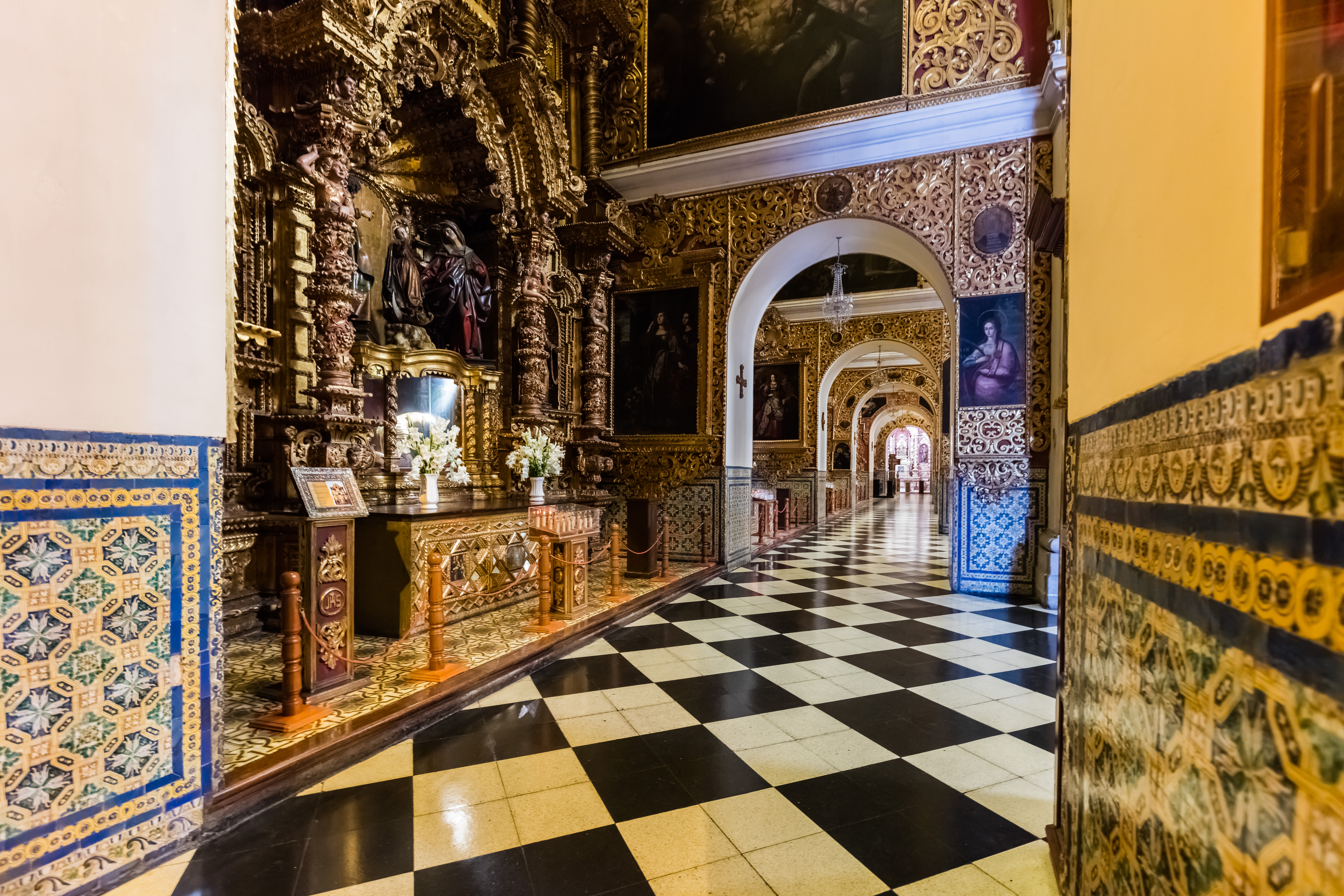
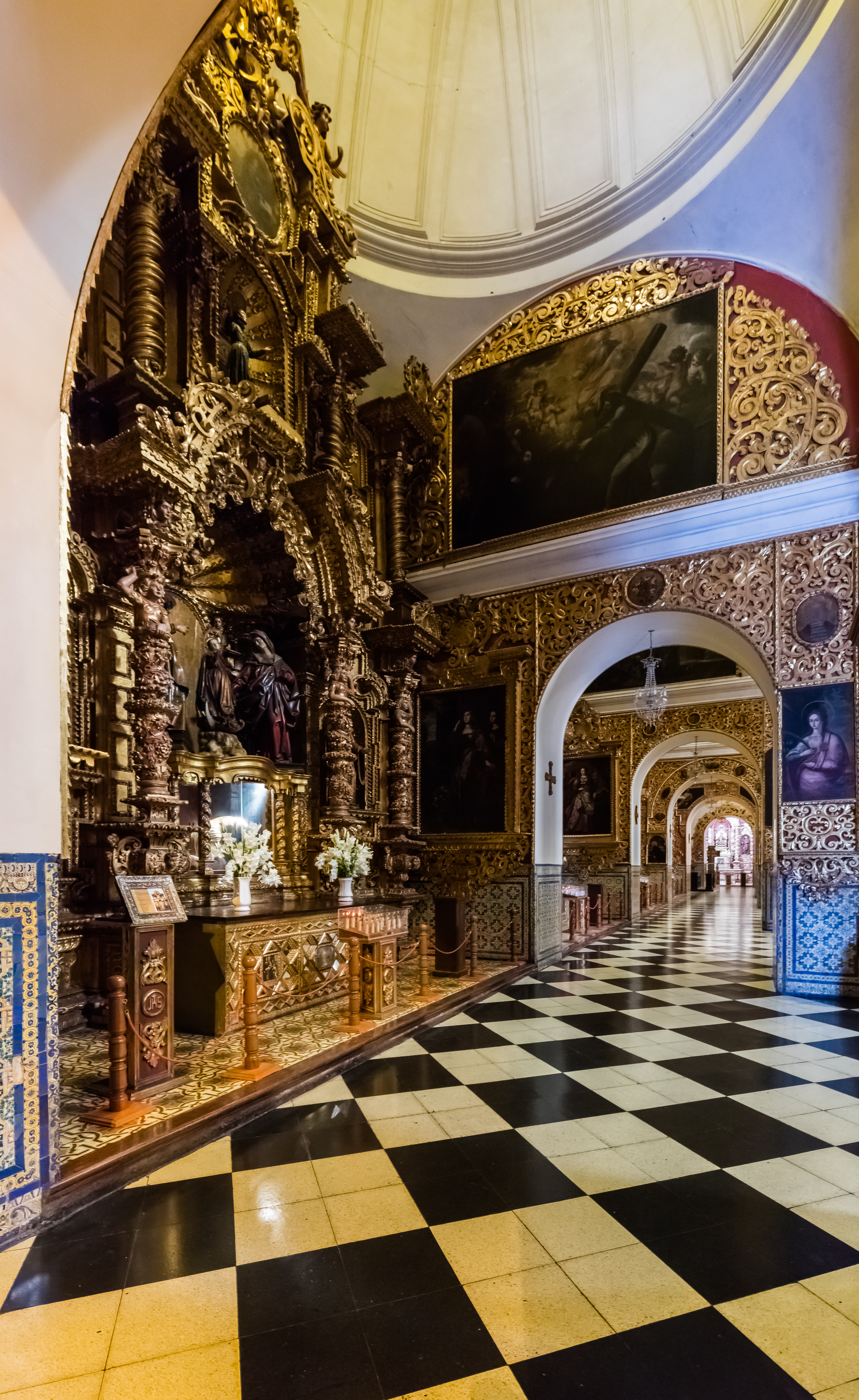
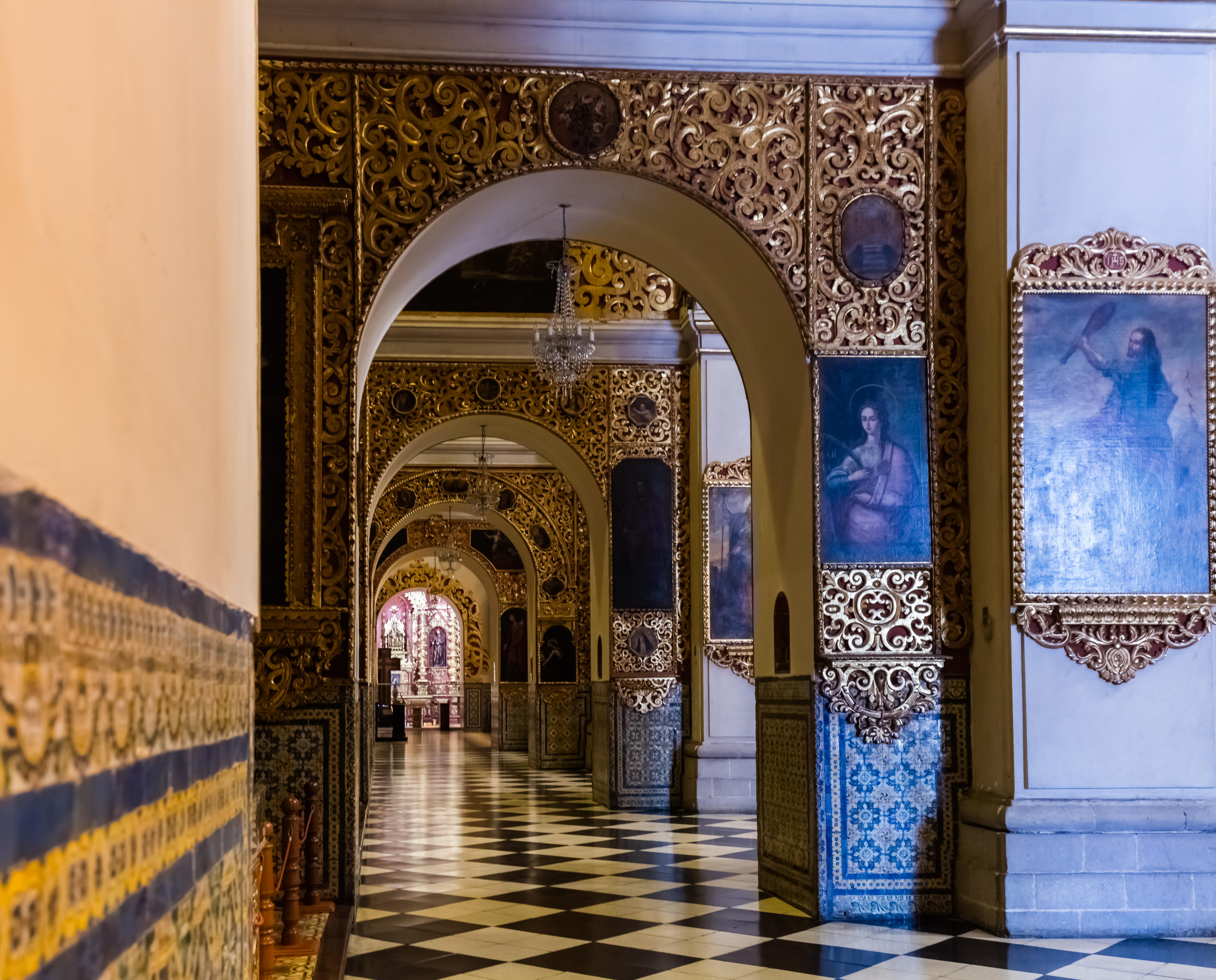
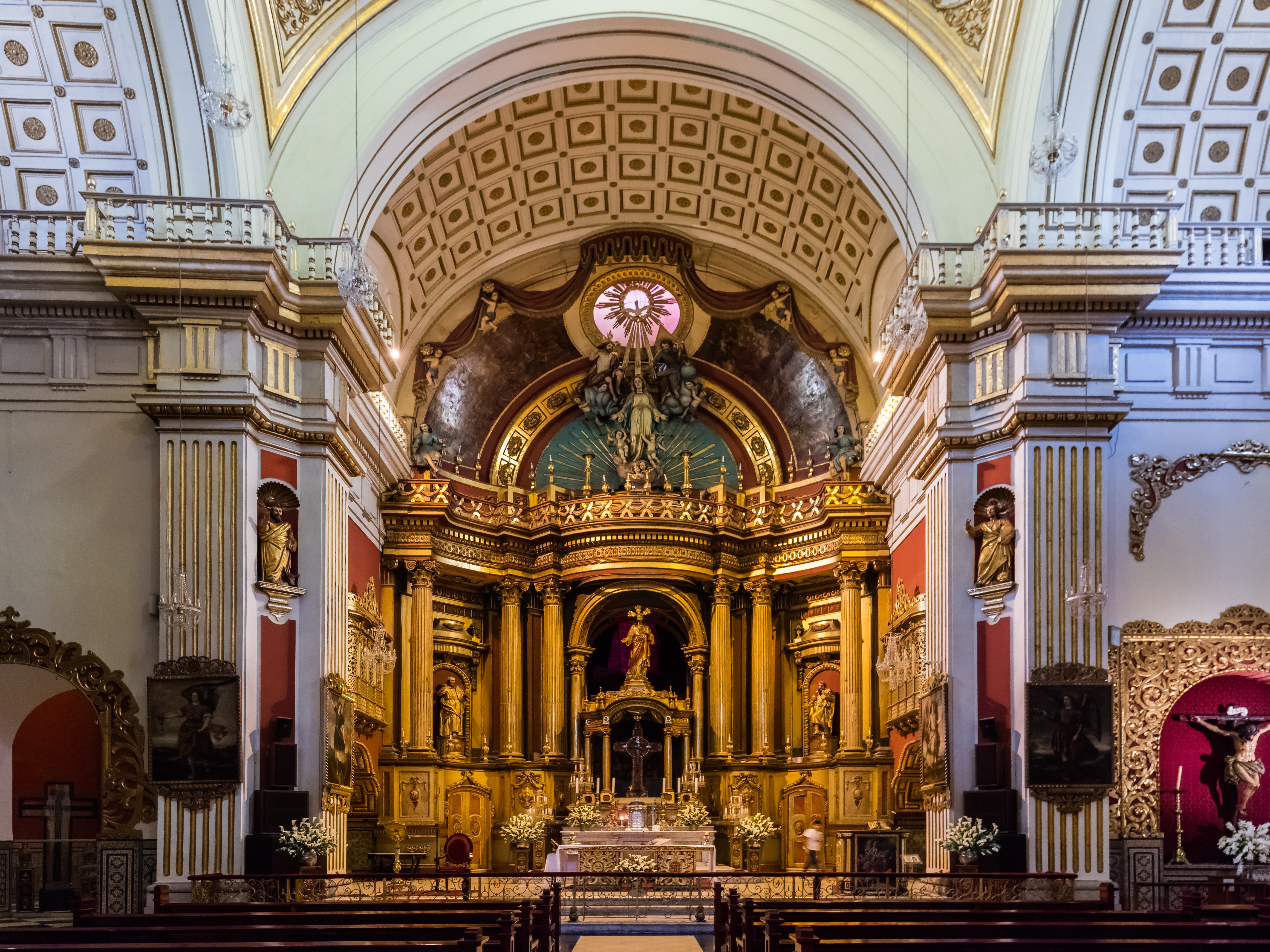
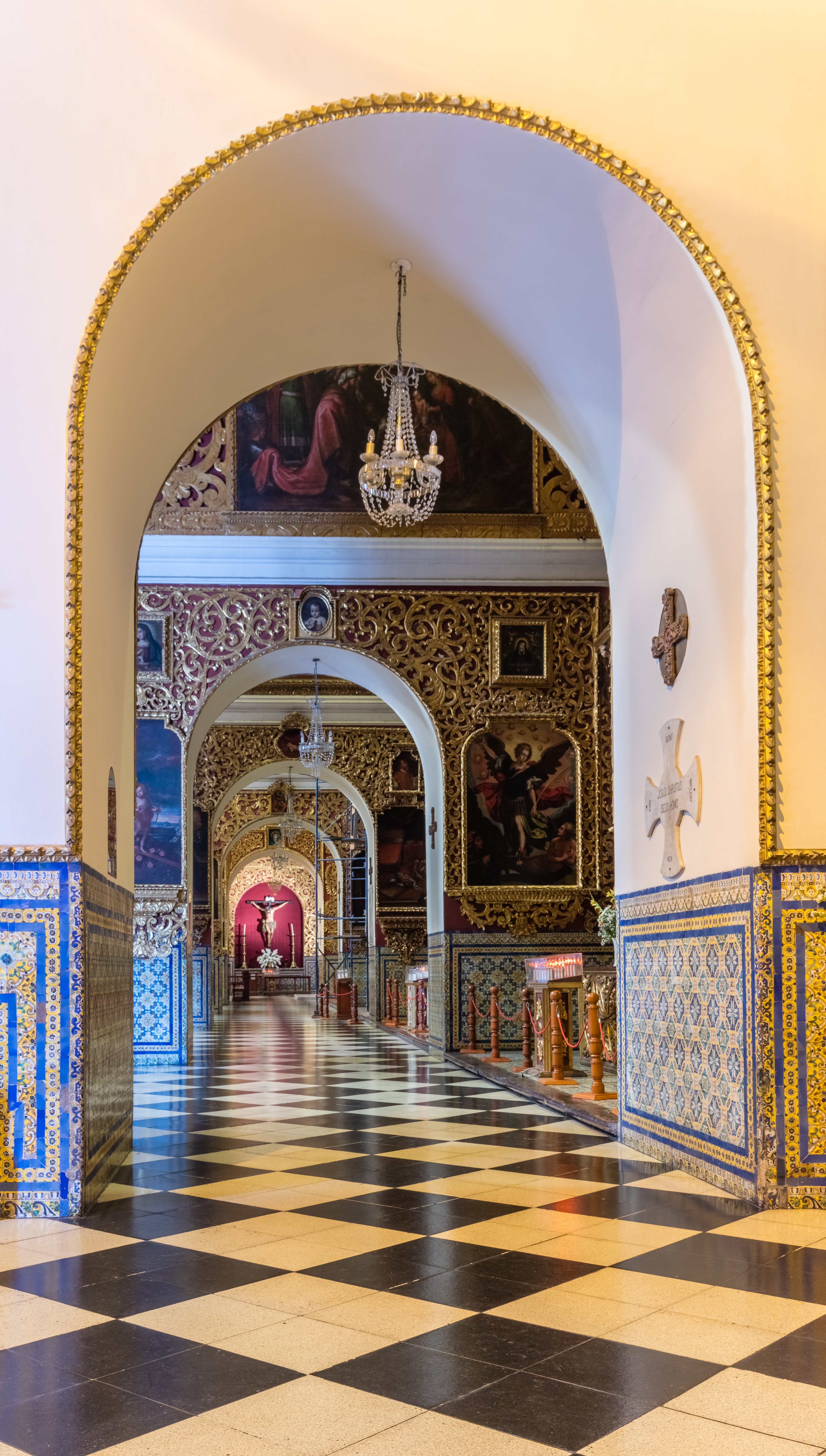
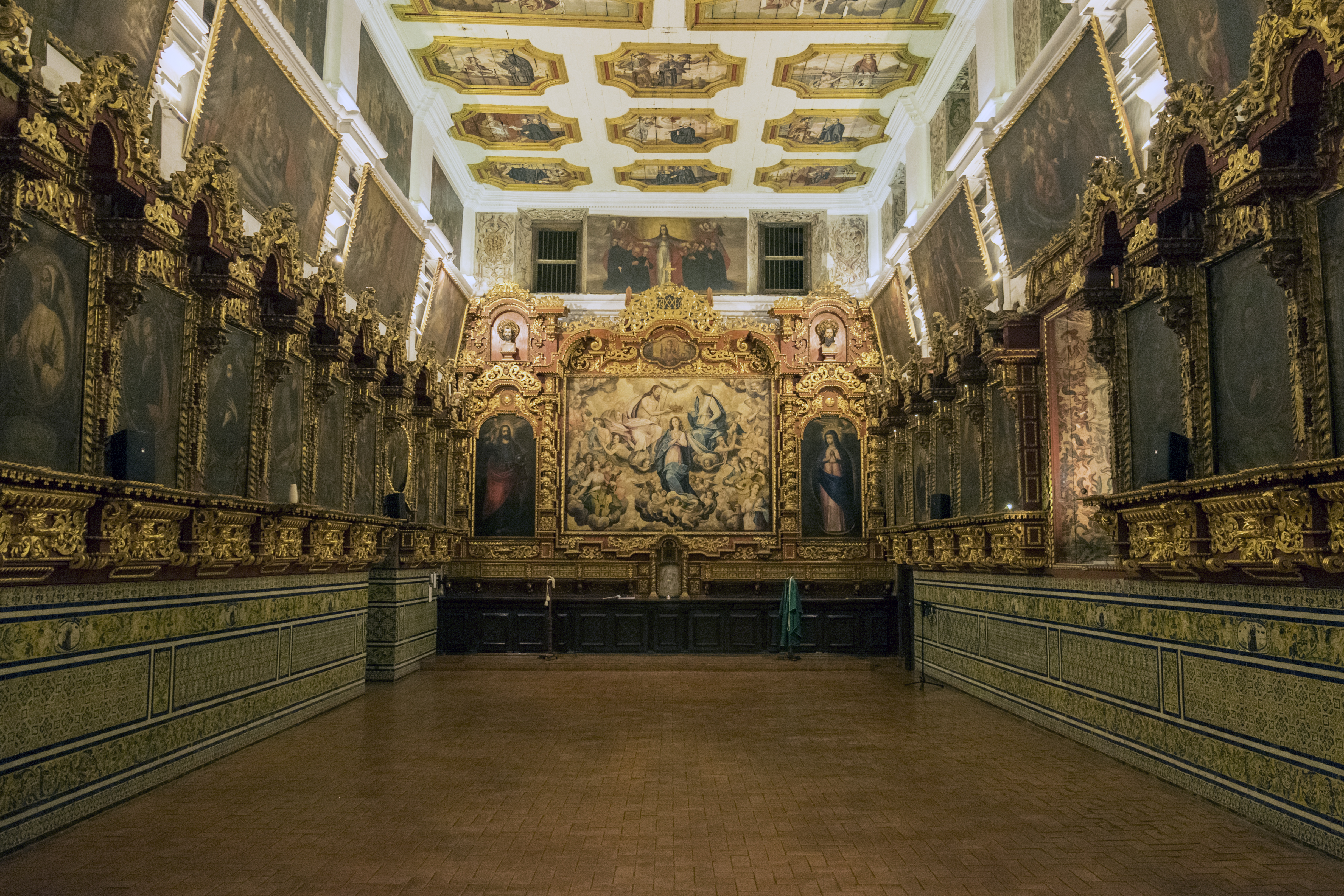
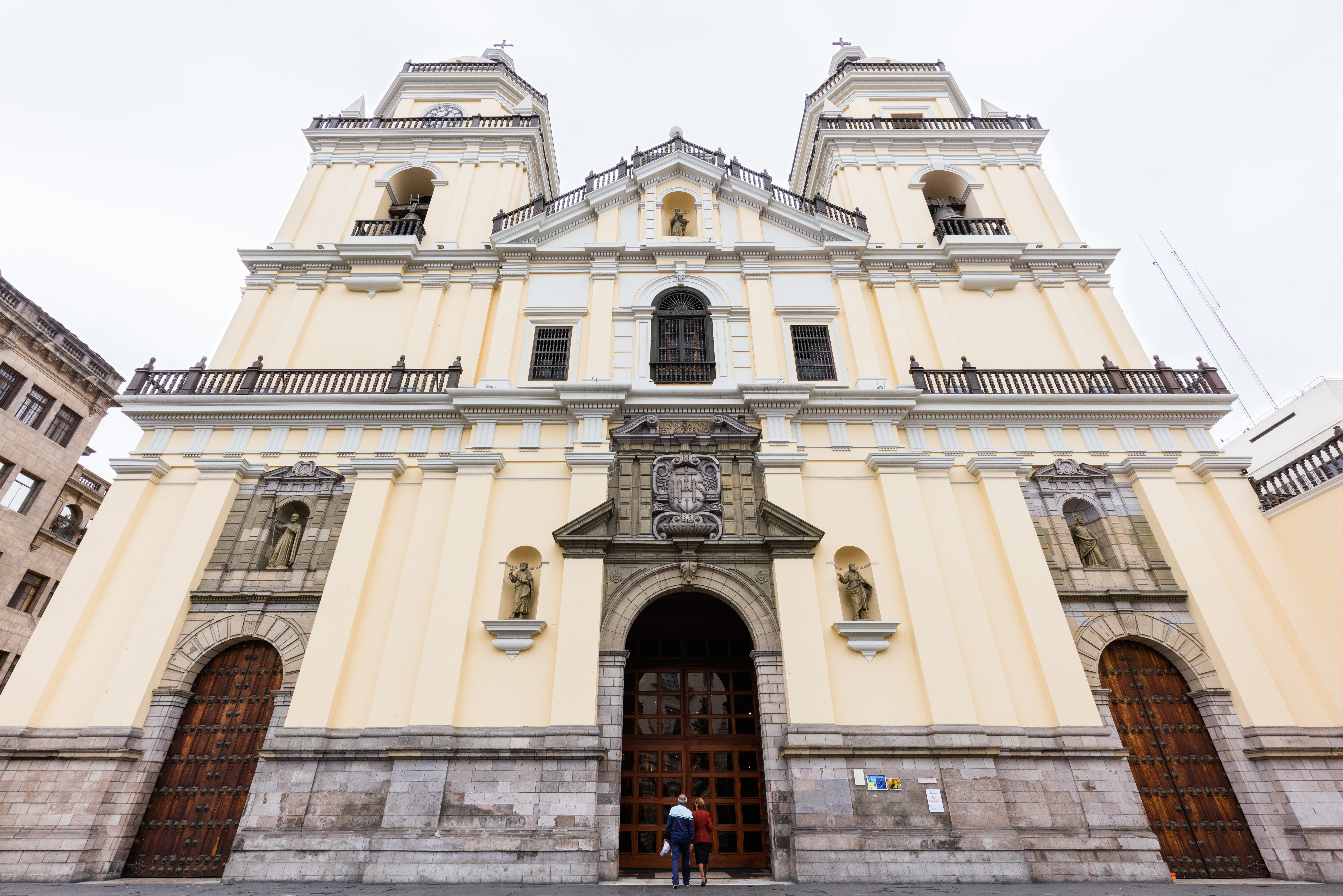
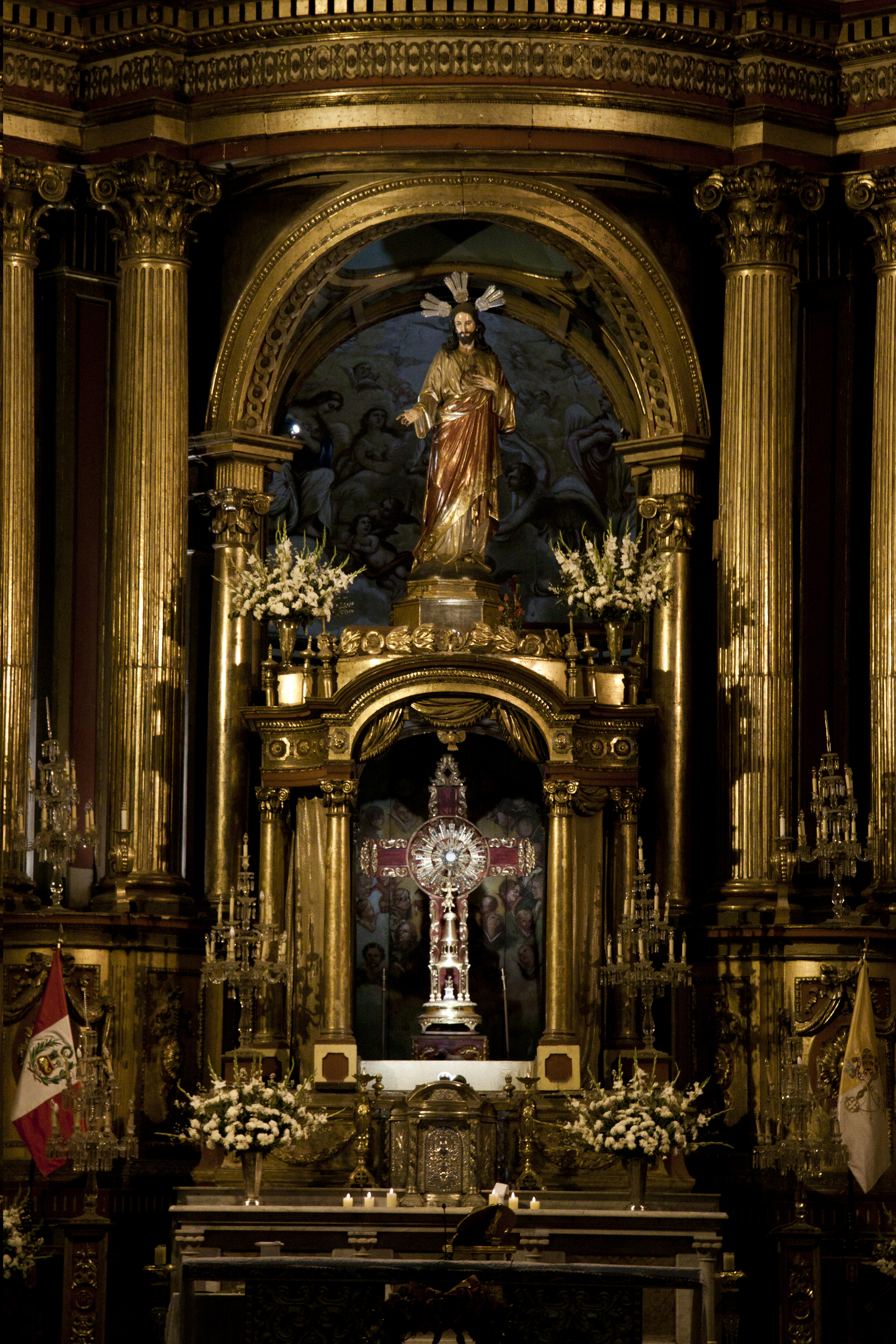
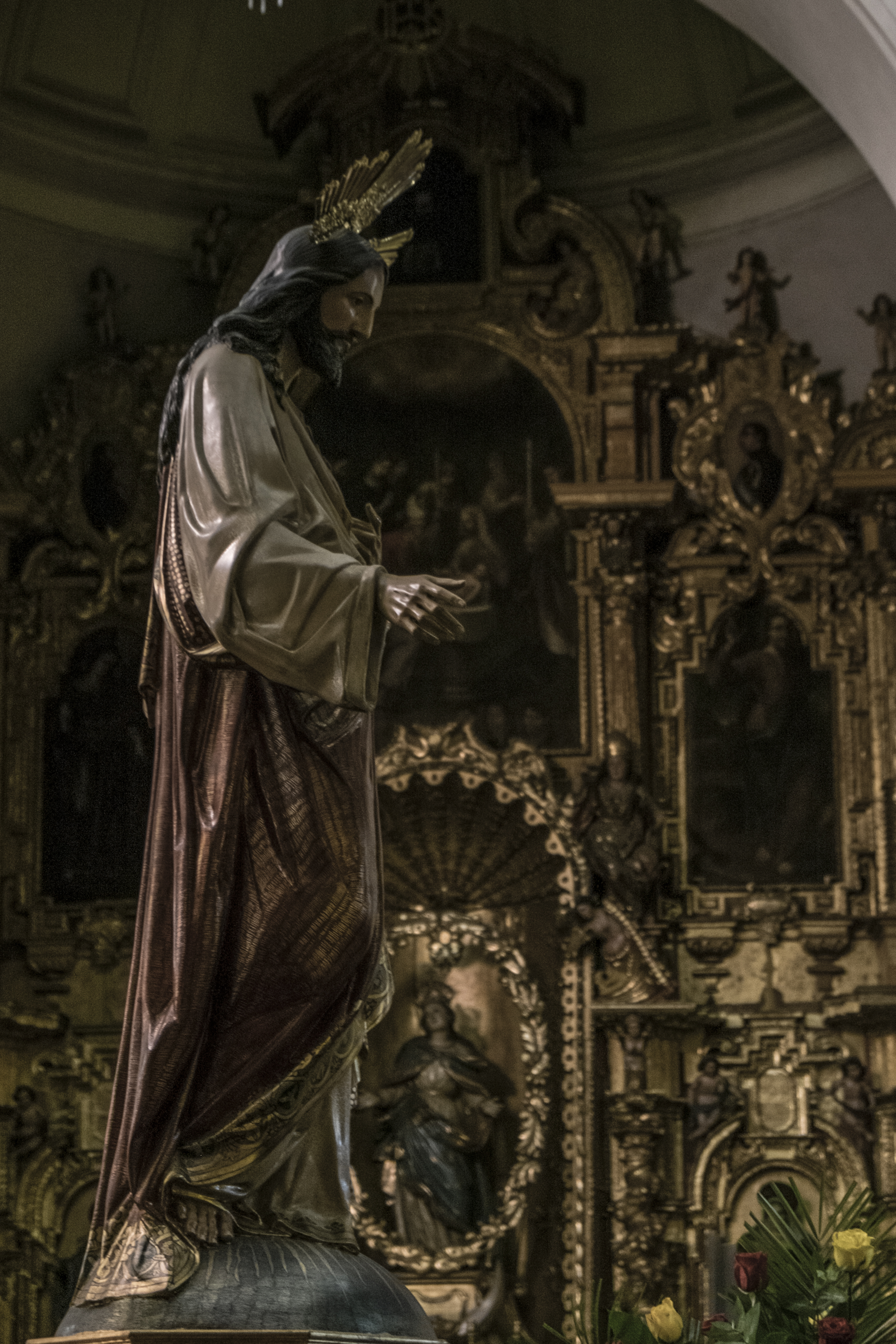
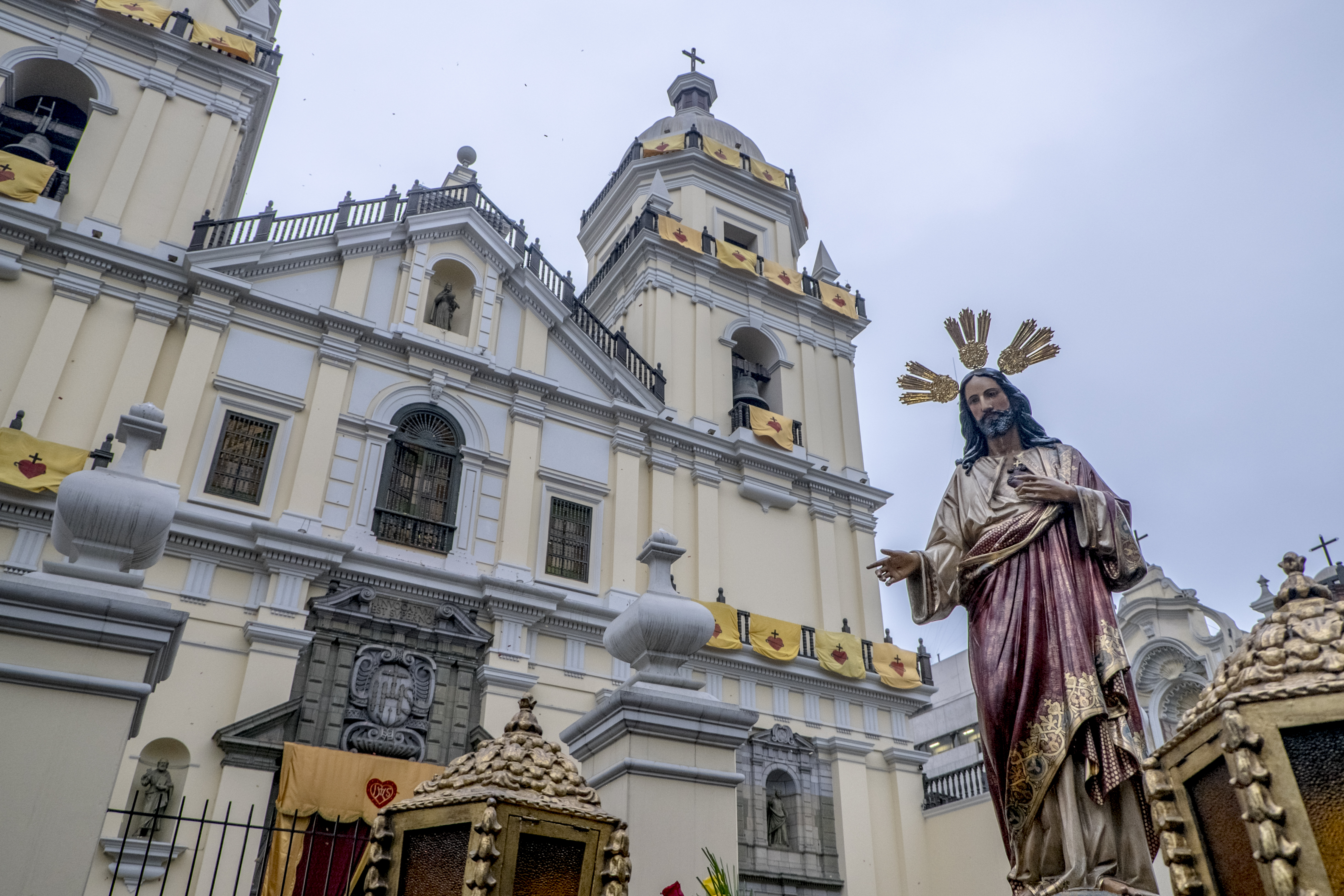
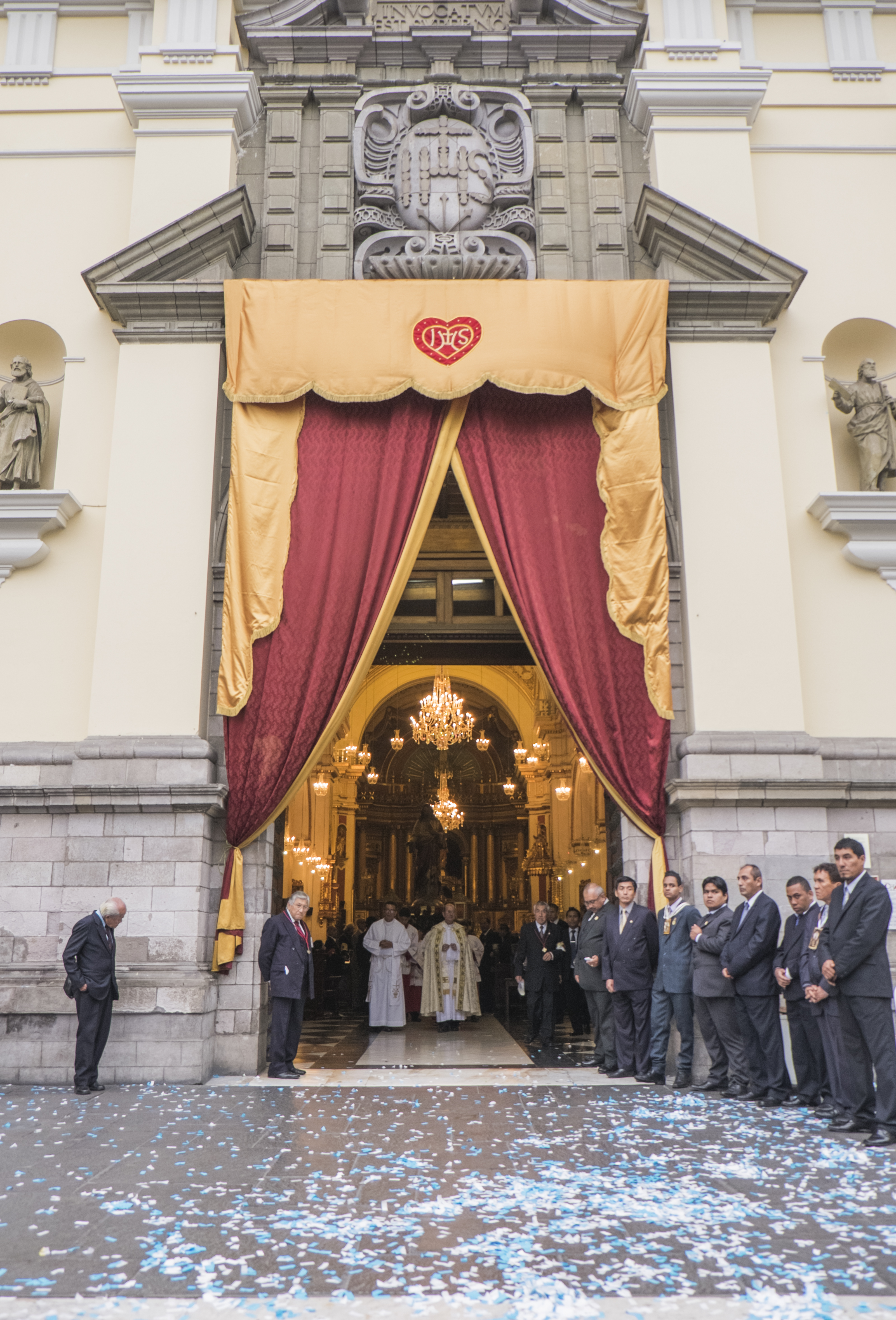
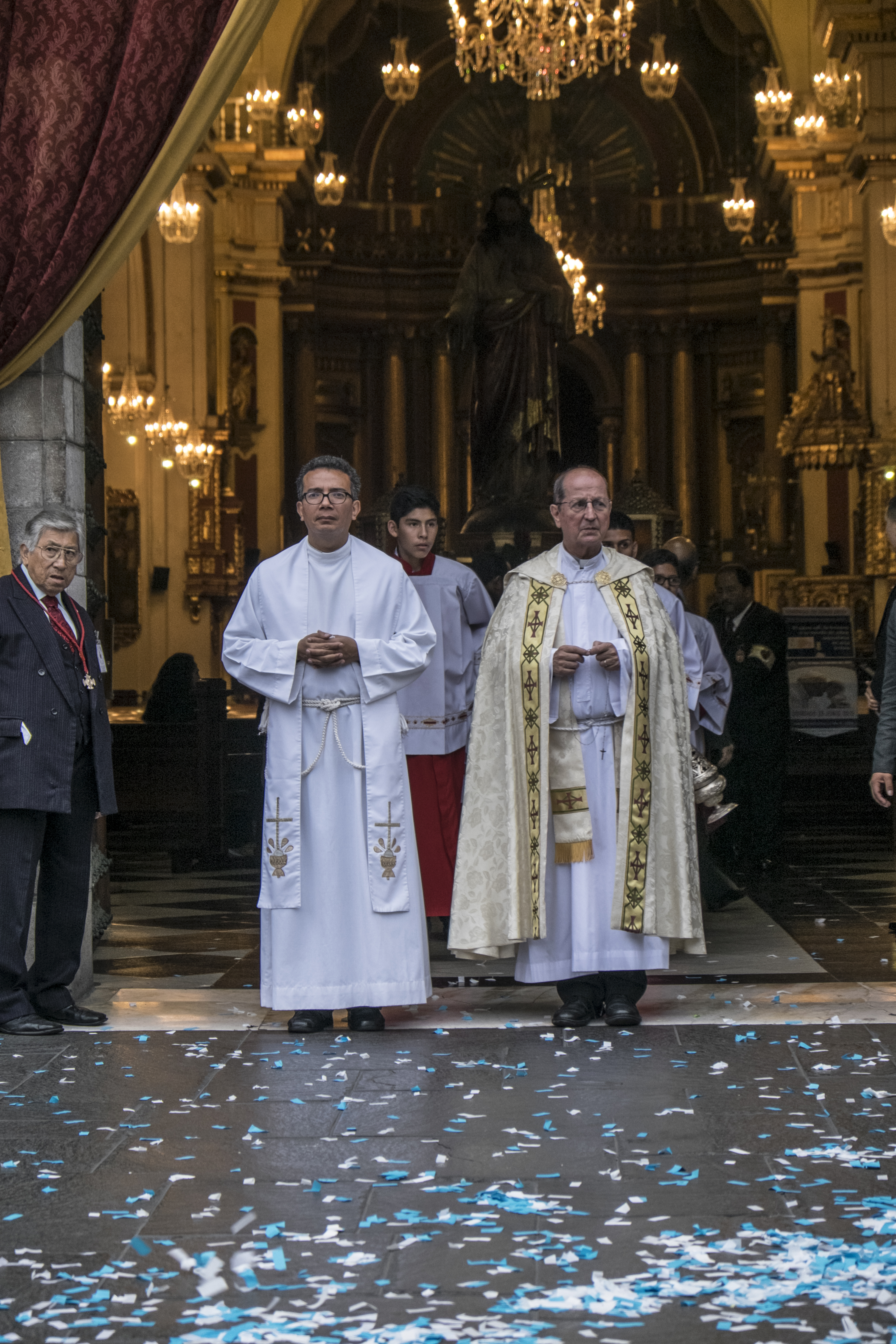
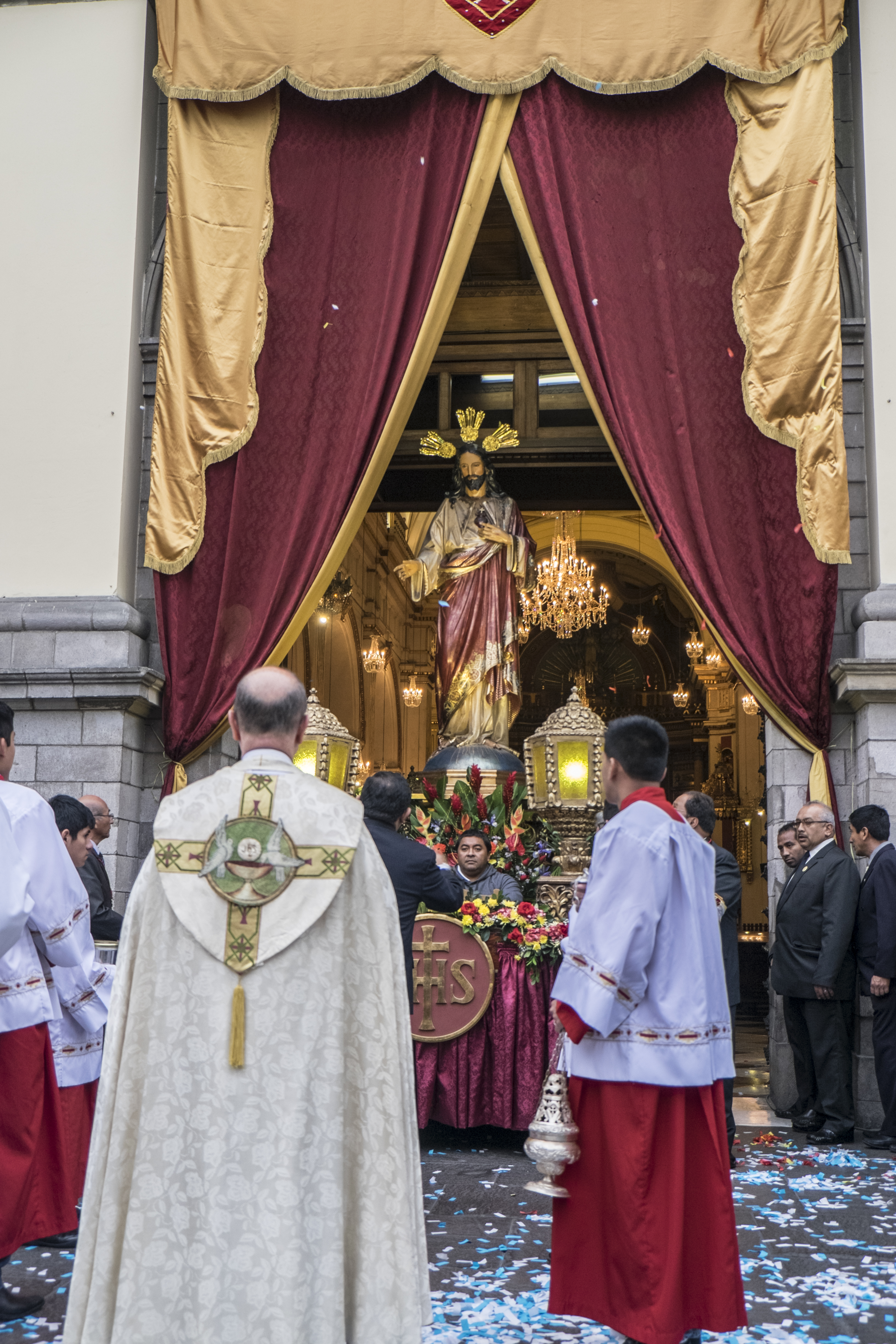
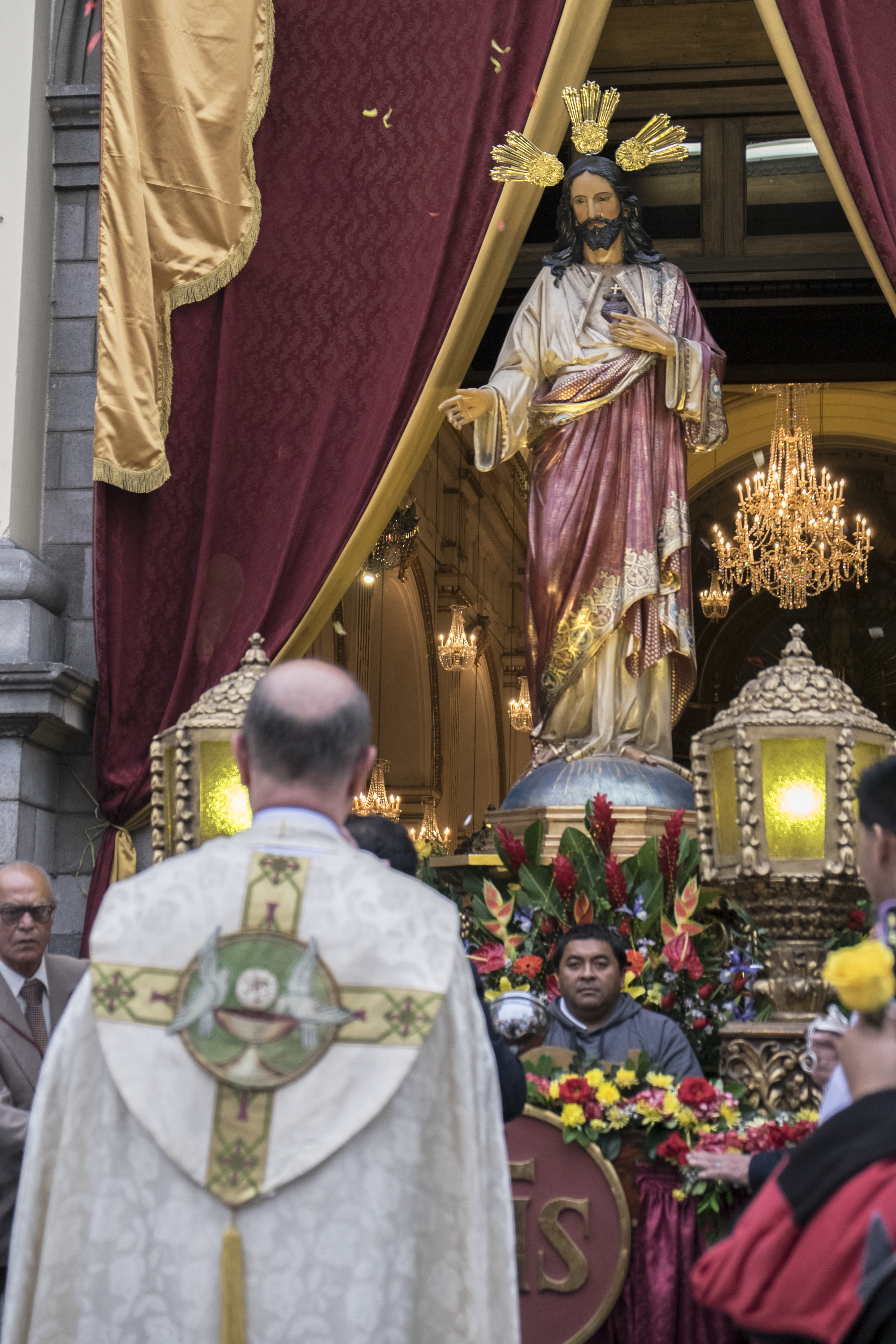
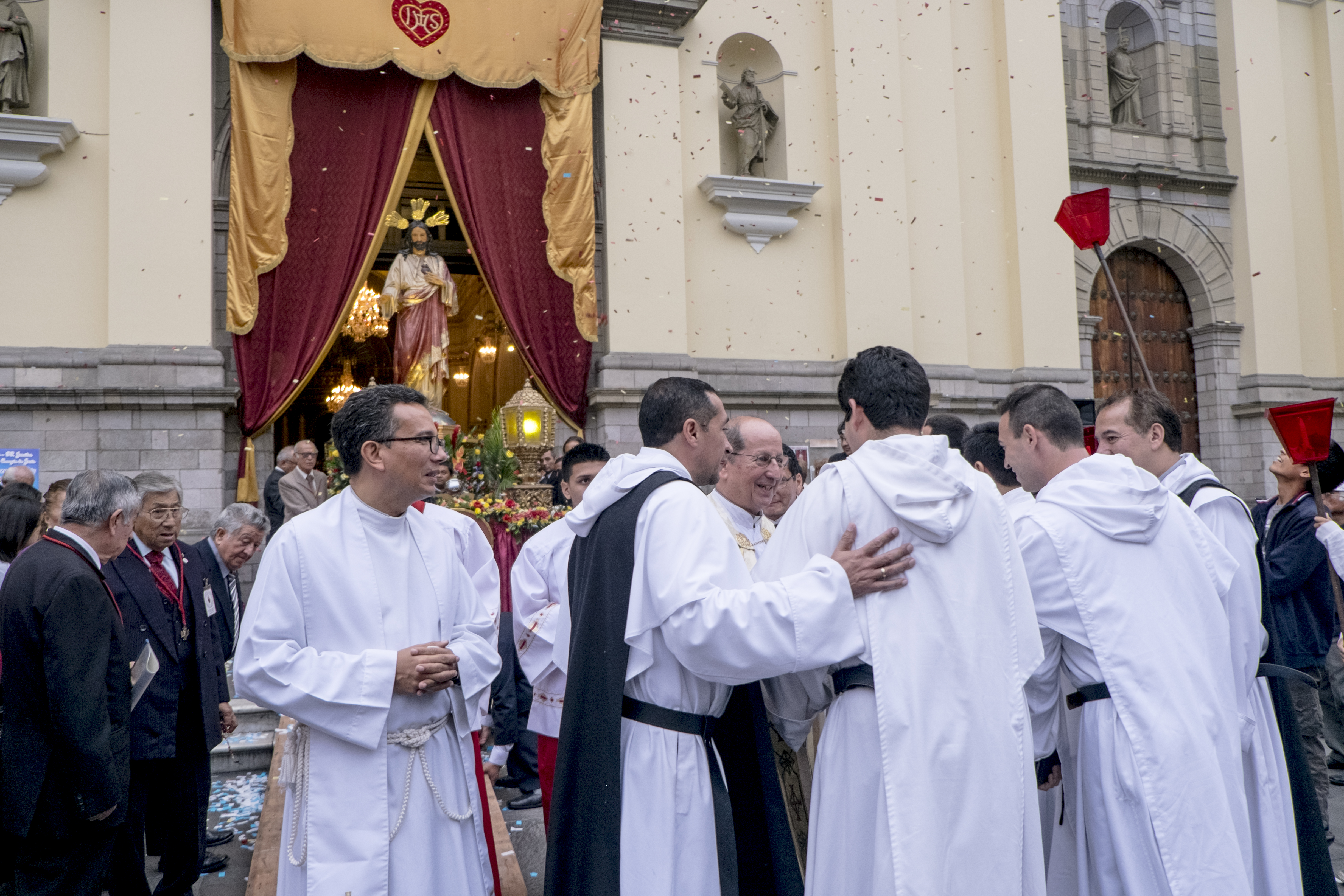
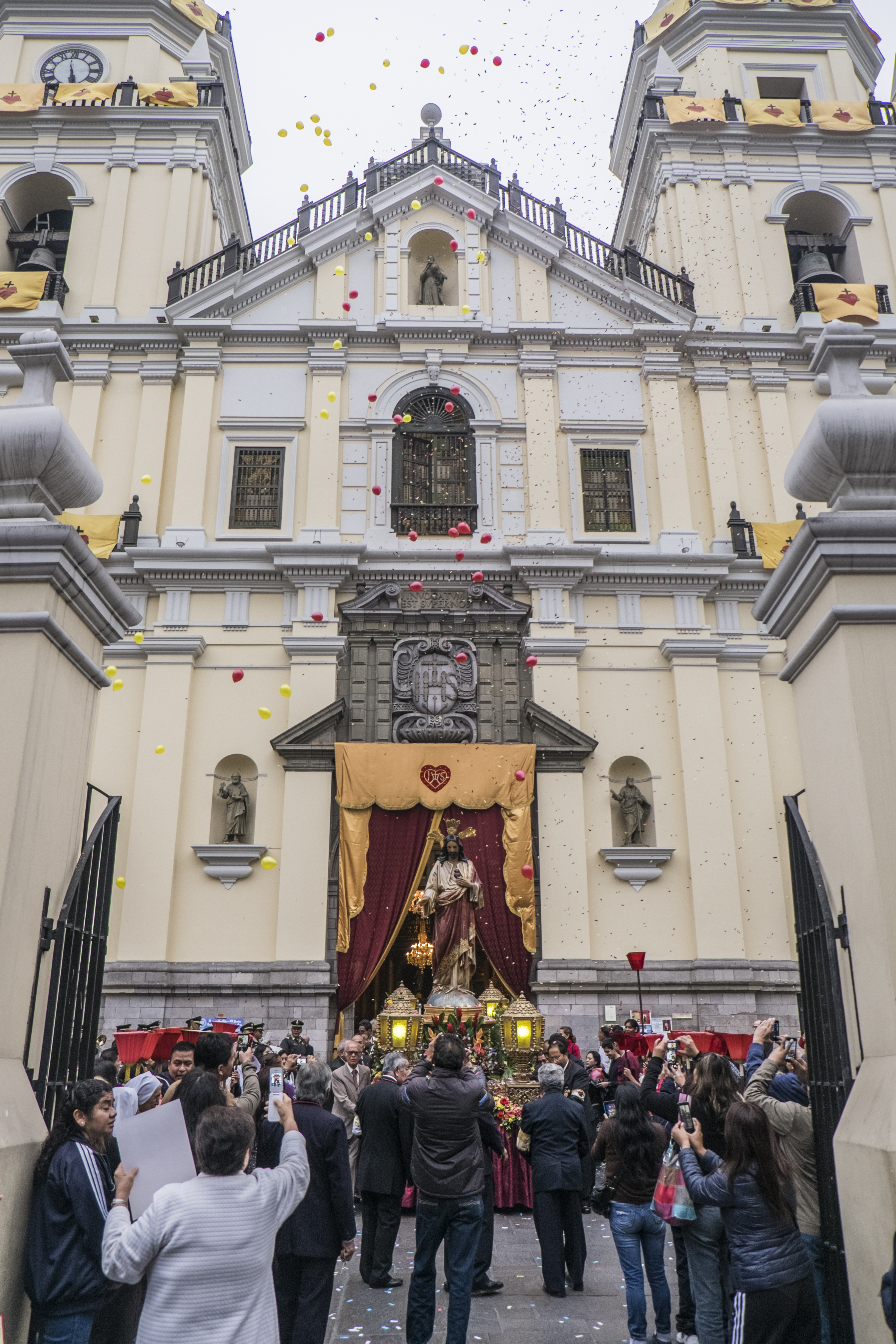
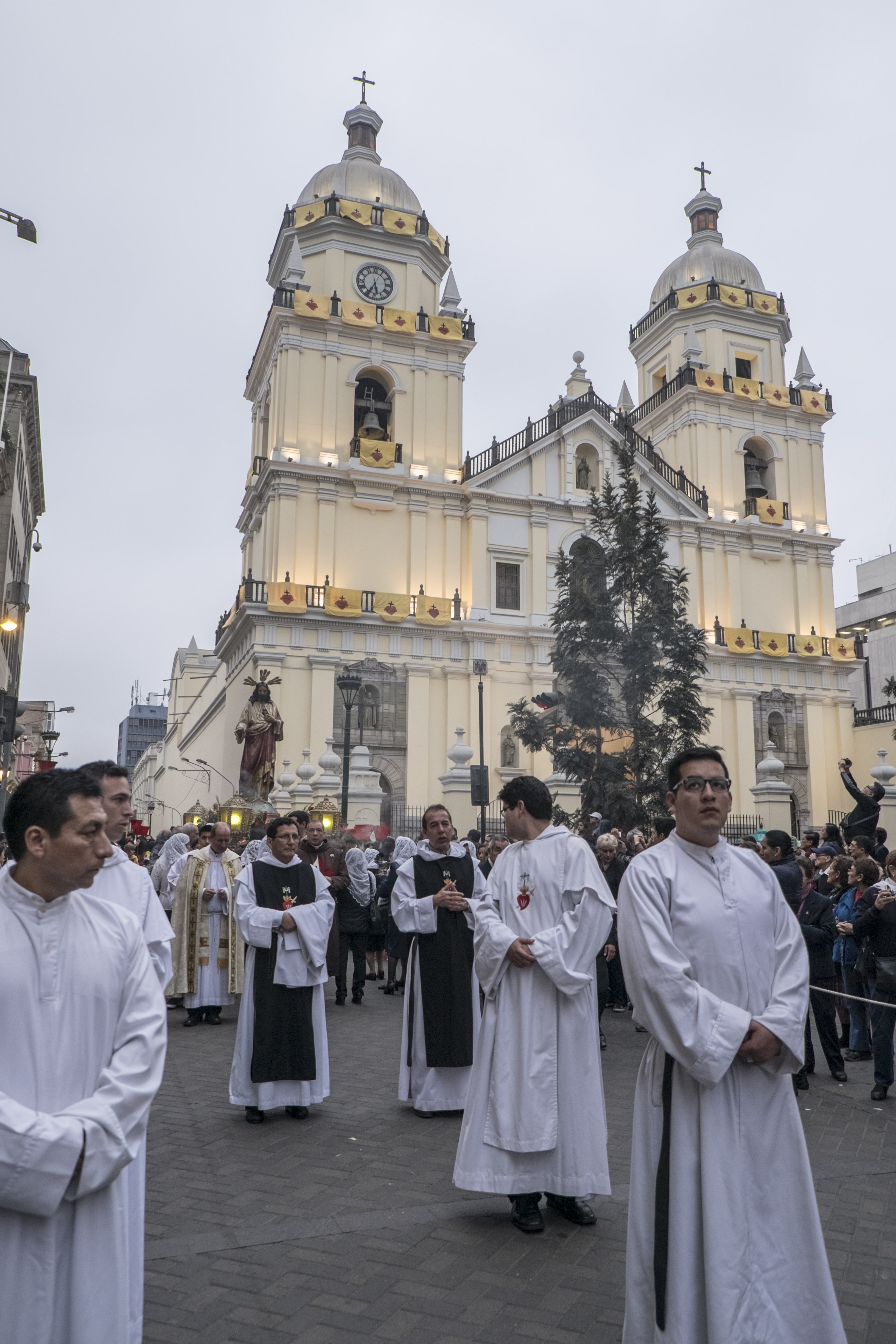
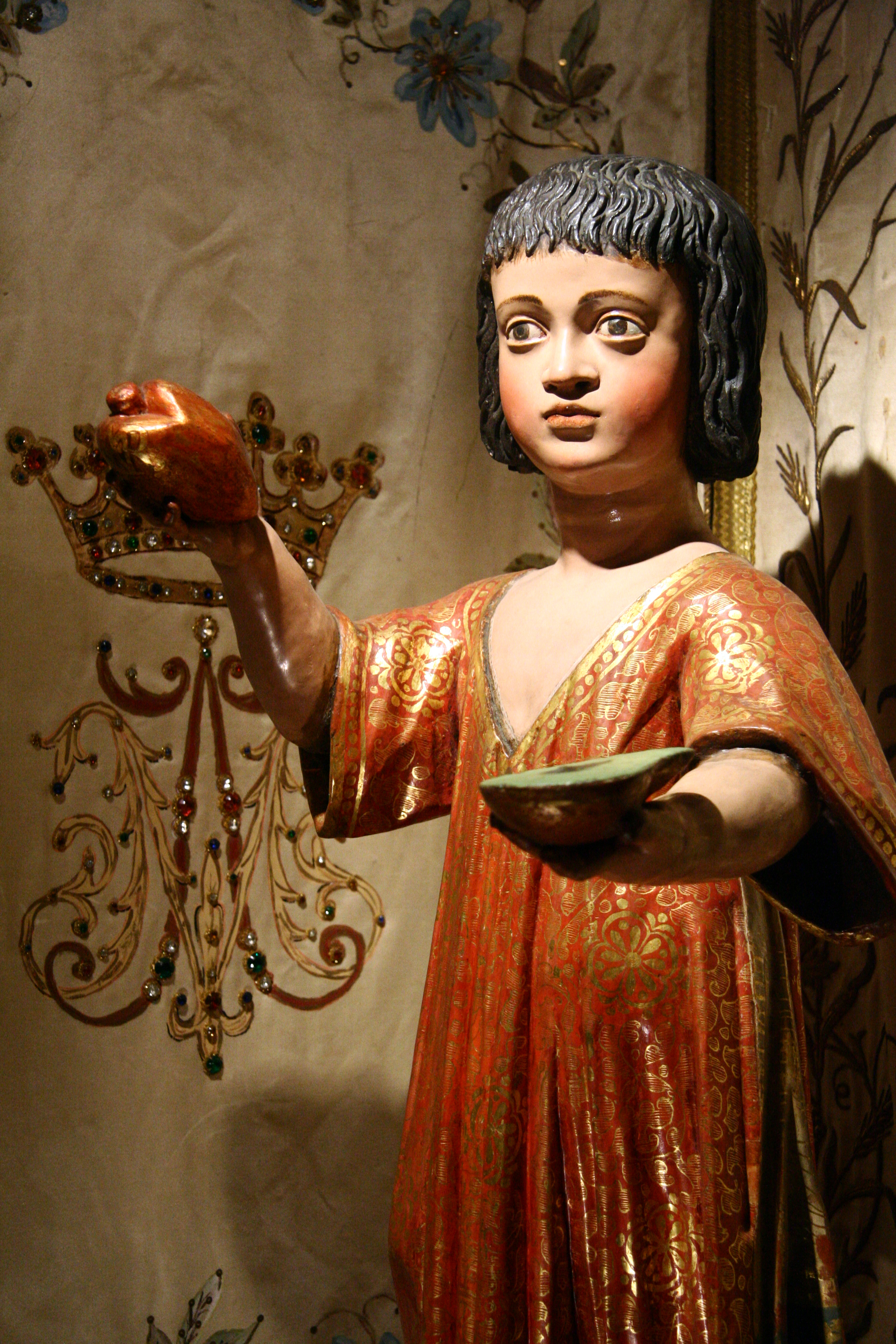
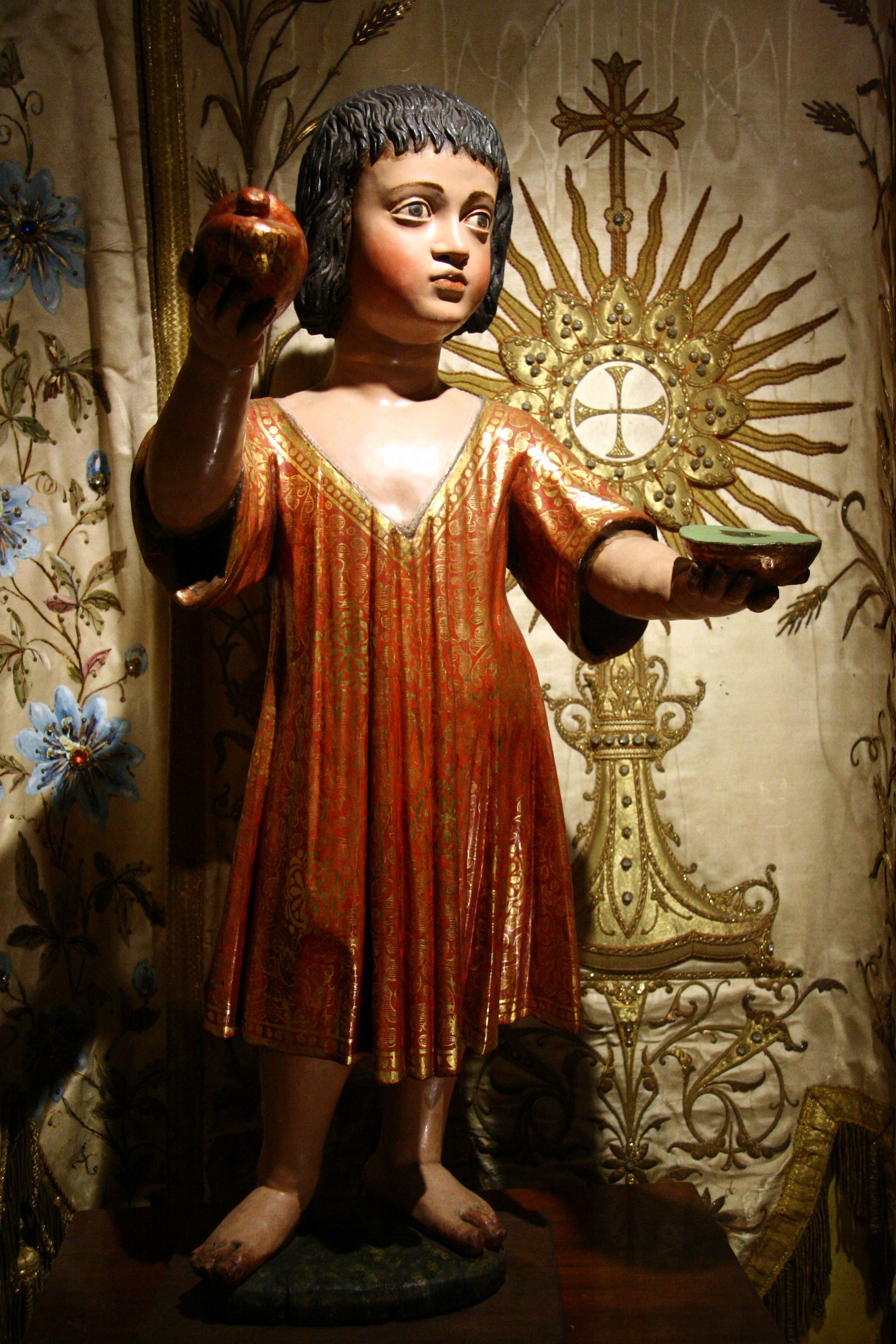
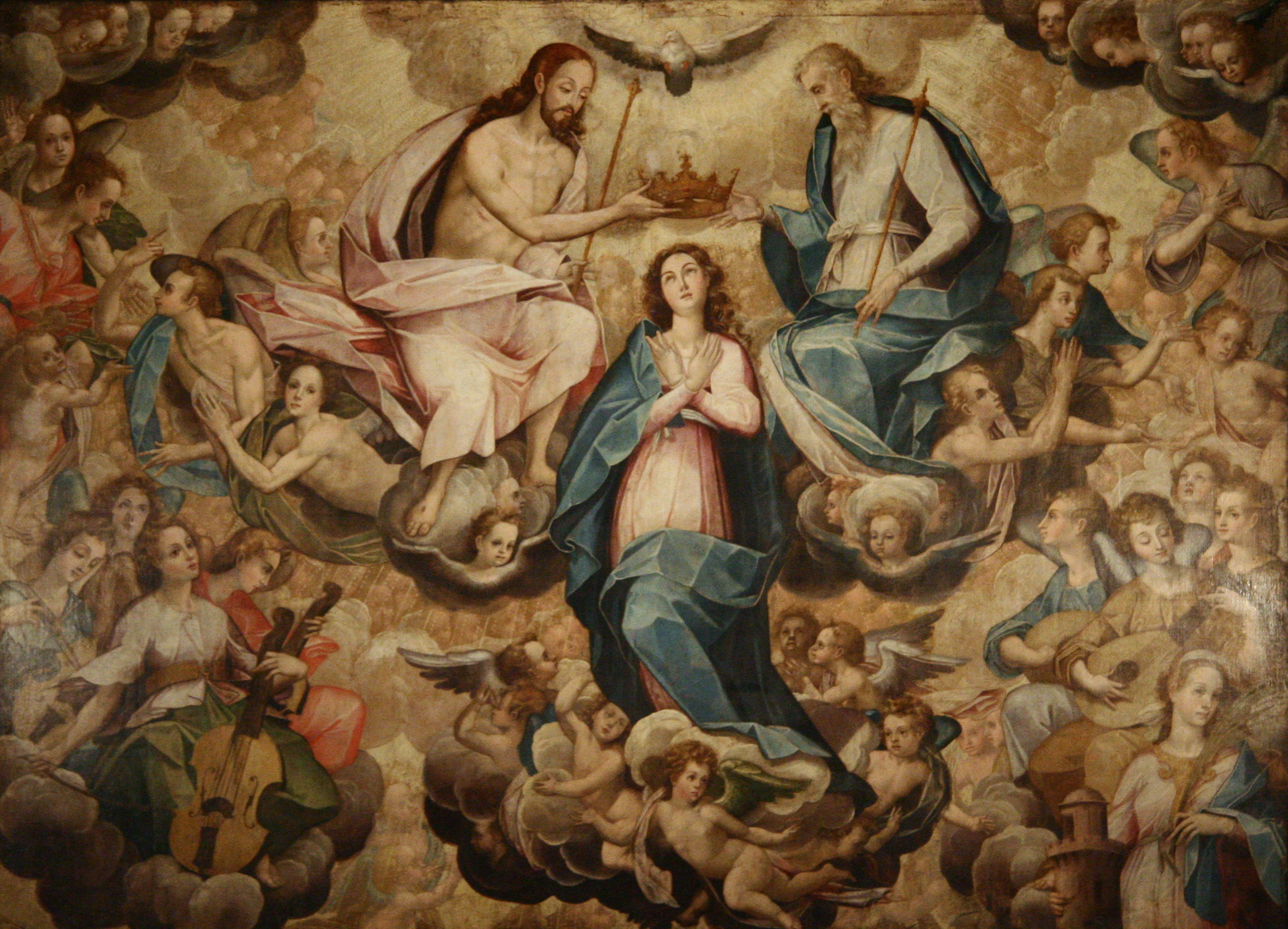
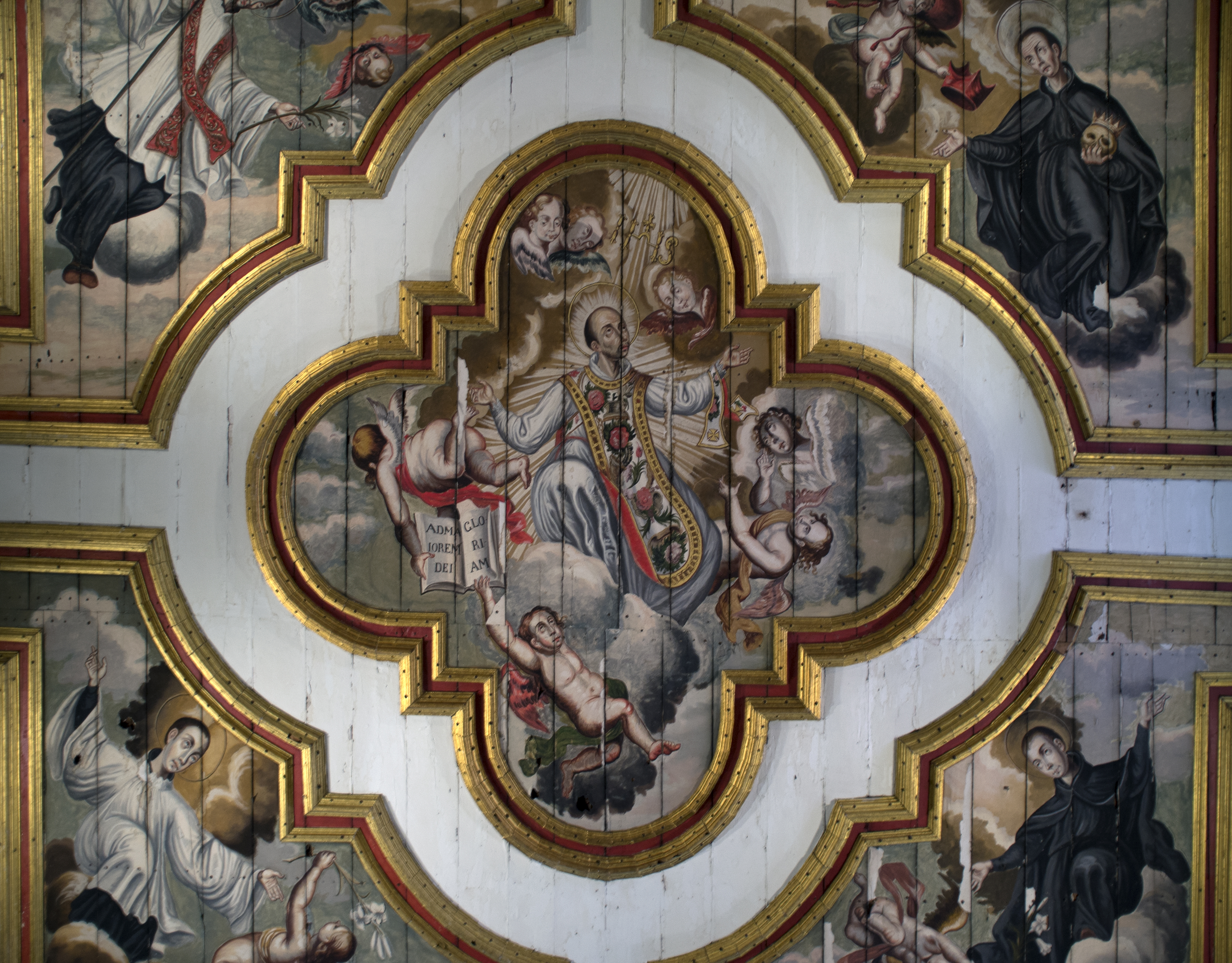